# Războiul troian
Războiul troian este un conflict militar celebru al Antichității, care i-a avut ca protagoniști pe eroii ahei și inamicii acestora, locuitorii orașului Troia din Asia Minor. Conform mitologiei grecești, neînțelegerea ar fi izbucnit după ce Paris, prințul Troiei, ar fi răpit-o pe Elena, soția lui Menelau, regele Spartei. Deși neconfirmată istoric, legenda Războiului Troian este una din cele mai importante teme ale literaturii Greciei Antice, mai ales datorită celor două mari epopei, Iliada și Odiseea, atribuite lui Homer. Iliada relatează parțial ultimul an al asediului Troiei, iar Odiseea descrie drumul întortochiat al întoarcerii acasă a lui Ulise (Odiseu), regele Itacăi și unul din principalii lideri ai armatei aheilor. Alte segmente ale legendei sunt redate într-un ciclu de poeme eroice care nu a supraviețuit decât sub forma unor fragmente. Episoadele războiului au constituit material tematic și sursă de inspirație pentru tragedia greacă sau pentru poeții romani Virgiliu și Ovidiu.
Cauzele războiului troian sub aspect mitic sunt complexe, deoarece au antrenat chiar și zeitățile Olimpului. Se spune că în timpul nunții zeiței Thetys cu regele tesalian Peleus, tocmai când zeii dănțuiau, și-a făcut apariția Eris, personificarea discordiei, înciudată că nimeni nu s-a gândit să o invite, și a aruncat în mulțime un măr de aur pe care stăteau scrise cuvintele „celei mai frumoase”. Văzând mărul, Hera, Atena și Afrodita s-au grăbit să-l revendice, susținând fiecare în parte că le întrece în frumusețe pe celelalte două. Nereușind să ajungă la o înțelegere, cele trei zeițe au hotărât să ceară o opinie imparțială. De aceea l-au ales ca arbitru pe prințul troian Paris. Ademenit cu diferite daruri de învrăjbitele olimpiene, Paris i-a oferit în cele din urmă mărul Afroditei, după ce aceasta i-a promis că Elena, cea mai frumoasă femeie pământeană, îi va deveni soție. Prin farmecele specifice, zeița a determinat-o pe Elena să se îndrăgostească de Paris și să fugă cu el în Troia. Agamemnon, regele din Micene, a hotărât să răzbune onoarea fratelui său Menelaus printr-un război îndreptat împotriva cetății care a făcut posibilă rușinea. De altfel, relațiile dintre Troia și restul Greciei erau oricum foarte tensionate. Războiul dintre troieni și ahei a durat zece ani, timp în care mulți eroi au murit, și din tabăra Eladei (Ahile, Aiax, Patrocles, Antiloh etc.) și din cea a Troiei (Hector, Deifob, Paris etc.). Chiar și lumea zeilor s-a divizat în susținerea uneia sau alteia din cele două tabere: Poseidon, Hera, Atena, Hefaistos și Hermes erau de partea aheilor, iar Ares, Apollo, Afrodita, Artemis și chiar Zeus erau de partea troienilor. Într-un sfârșit, aheii reușesc să pătrundă în cetatea asediată, prin vicleșugul calului troian. Lipsiți de milă, ei îi masacrează fără discriminare pe locuitorii Troiei și profanează templele, gest ce va atrage mânia zeilor. Puțini dintre ahei au reușit să se întoarcă acasă după război: cei care nu au murit în luptă, au fost zdrobiți la întoarcere de apele înfuriate ale lui Poseidon. Câțiva ahei au întemeiat colonii pe țărmurile cele mai îndepărtate ale lumii, purtați fiind de forțele divine. Dintre troieni, un număr redus a reușit să supraviețuiască masacrului. Mult mai târziu, romanii aveau să pretindă că sunt descendenții prințului Enea, frate al lui Paris, care, după căderea cetății, s-a întreptat către Italia împreună cu alți troieni supraviețuitori. Legenda este istorisită de Vergilius în epopeea Eneida. 
Grecii antici credeau că războiul troian chiar a existat, că a fost un eveniment istoric. Ei ziceau că a avut loc în secolul al XIII-lea i.Hr. sau al XII-lea i.Hr. și că Troia se afla în vecinătatea strâmtorii Dardanele, adică în nord-vestul Turciei actuale. Până în Epoca modernă s-a crezut că atât războiul cât și orașul erau doar niște mituri, și nu au existat. În 1870 însă, arheologul german Heinrich Schliemann a excavat un sit arheologic, și a estimat că ar putea fi chiar rămășițele Troiei, lucru confirmat și de alți câțiva cercetători. Nu au rămas însă dovezi clare că Troia lui Homer chiar a existat, sau că oricare din evenimentele prezentate în poemele eroice a avut loc. Mulți savanți au căzut de acord că mitul războiului troian ar putea avea și un miez istoric, epopeile homerice fiind astfel o fuziune de relatări despre asedii și expediții ale grecilor din Epoca Bronzului sau perioada miceniană. Cei care cred că legenda războiului troian derivă dintr-un anumit conflict istoric, îl plasează de obicei între 1300 î.Hr. și 1200 î.Hr., preferând adesea datele oferite de Eratostene (1194 î.Hr. - 1184 î.Hr.) care corespund cu arderea Troiei a VII-a.

## Originea războiului

### Planul lui Zeus
Conform mitologiei grecești, Zeus a devenit stăpânul lumii și regele zeilor, după ce l-a detronat pe tatăl său, Cronos. Cronos la rândul său l-a detronat pe Uranus, pentru a fi zeu suprem. Zeus s-a căsătorit cu sora lui mai mică, Hera, dar nu i-a fost fidel acesteia, și în urma multor relații extraconjugale a avut o sumedenie de copii. Deoarece existau deja în lume prea mulți oameni, Zeus a găsit împreună cu Themis o soluție, războiul troian, pentru a depopula pământul, mai ales de semizeii descendenți.

### Colina Erorilor
Se zice că dealul pe care ar fi fost înălțată Troia se numea "Dealul greșelilor", deoarece acolo a fost aruncată zeița erorii, Ate, când Zeus s-a mâniat pe ea și a izgonit-o din Olimp. Ajungând pe pământ, Ate a blestemat dealul să fie plin de amăgiri și să aducă ghinion, cu toate că va fi mult îndrăgit de oameni. Mai târziu Ilos, fiul lui Tros, a hotărât să înalțe o cetate pe acel deal, de aceea a făcut sacrificii zeilor și le-a cerut încuviințarea. Din cer a căzut atunci o statuie misterioasă a Atenei, pe care Ilos a considerat-o ca fiind protectoare a viitoarei cetăți. El a numit cetatea Troia sau Ilion, după numele lui.

### Laomedon
Unul din regii Troiei a fost Laomedon, faimos pentru lăcomia și cinismul său. Vrând să construiască niște ziduri indestructibile pentru cetatea sa, el aduce o mare mulțime de salahori, printre care se aflau și zeii Poseidon și Apollo, deghizați în muritori. Ei au fost pedepsiți de Zeus să înalțe zidurile Troiei, pentru că se răzvrătiseră cu puțin timp în urmă. Când s-a sfârșit zidirea, Laomedon i-a gonit pe lucrători, refuzând să le plătească munca, ceea ce a atras mânia celor doi zei, Poseidon și Apollo. Laomedon și-a pierdut la scurt timp tronul. A devenit rege în locul lui unul din fiii săi, Priam.

### Visul Hecubei
Priam s-a căsătorit cu Hecuba, care i-a născut 50 de copii, printre care se numără Hector, Deifob, Enea (după unele surse Enea este fiul Afroditei și al lui Anchises) și Paris și 12 fiice, printre care se numără și Polixene, Creuse, Laodice și Casandra. Despre Casandra, se spune că l-a făcut pe Apollo să o îndrăgească. Apollo i-a oferit muritoarei darul sibilic, de a prezice viitorul, cu condiția să i se dăruiască. Casandra a acceptat, dar odată instruită în tainele profeției, nu și-a respectat promisiunea. Zeul i-a aruncat o anatemă cumplită: prevestirile ei nu vor avea credibilitate în rândul celorlalți.
Se zice că atunci când Hecuba era însărcinată cu Paris a visat o torță care arde întreg orașul troian. Preoții au tălmăcit semnele onirice și au sfătuit-o să sacrifice copilul. Hecuba a refuzat să comită actul, așa că l-a încredințat pe Paris unui păstor ce l-a dus  pe muntele Ida și l-a abandonat acolo, sperând să-l ucidă fiarele pădurii.

### Alexandru
După trei zile, același păstor de pe Muntele Ida l-a găsit pe Paris și știind că este fiu de rege l-a crescut în casa lui și i-a pus numele Alexandru („Învingătorul”). Cu timpul, Alexandru ajunge la vârsta maturității. Organizând niște competiții sportive în cetatea sa, Priam poruncește oamenilor săi să aducă diferite animale pentru a le oferi ca premiu. Printre acestea se număra și un taur aspectuos crescut chiar de Alexandru și luat cu forța de gărzile troiene. Alexandru hotărăște să își recupereze animalul și participă la întreceri, ieșind învingător. Cerând informații despre originile victoriosului efeb, Priam află de la părintele adoptiv că tânărul este chiar fiul lui, Paris. Astfel vlăstarul regal își recâștigă drepturile princiare și se mută în palatul troian.

### Mărul discordiei și judecata lui Paris

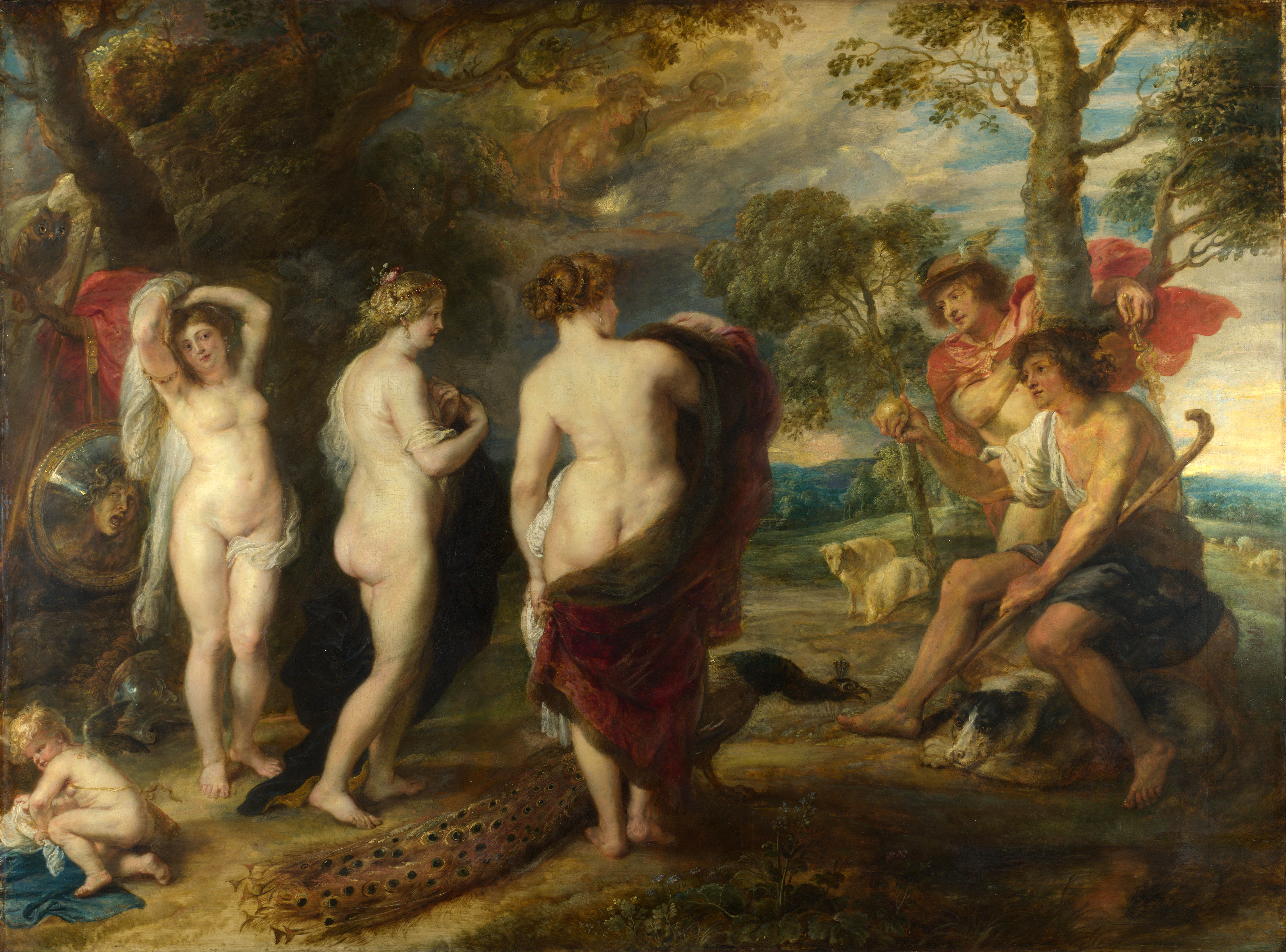
"Judecata lui Paris" Peter Paul Rubens, cca. 1636 (Galeria Națională, Londra)

Cu timpul, Zeus află de la Themis și de la Prometeu (eliberat de Heracles din Caucaz) că el însuși va fi detronat de un urmaș. Altă profeție dezvăluia că zeița Thetis, cu care Zeus a avut o relație intimă, va naște un fiu care își va depăși tatăl în măreție. Poate pentru unul sau ambele motive, Thetis a fost logodită cu un om, regele Peleus, fiul lui Aiakos, ori din ordinele lui Zeus, ori pentru a o bucura pe Hera, cea care a crescut-o. 
Toți zeii au fost invitați la nunta dintre Thetis și Peleu, cu excepția zeiței Eris, personificarea discordiei. Insultată, ea și-a făcut apariția la nuntă invizibilă și a adus un cadou de nuntă sau l-a aruncat de la ușă. Cadoul era un măr de aur ("χρυσομηλιά") pe care erau inscripționate cuvintele "Te Kallisti" ("Celei mai frumoase"). Hera, Atena si Afrodita au revendicat mărul și s-au certat mult timp din cauza lui. Nici unul din ceilalți zei nu a putut să își dea cu părerea, pentru că favorizând-o pe una din ele, atrăgea oprobriul celorlalte 2. În cele din urmă, Zeus le-a trimis împreună cu Hermes, la prințul Paris, pe când acesta era încă păstor pe Muntele Ida. Toate cele 3 zeițe au încercat să-l mituiască pe tânăr. Hera i-a promis ca-l va face rege peste toata Asia (în acea perioadă, "Asia" era numele pentru Asia Mică de astăzi), Atena i-a promis că-l va înzestra cu darul elocvenței si victorii in lupte, iar Afrodita era dispusă să i-o dea ca iubită pe Elena, regina Spartei, una din cele mai frumoase muritoare. Paris i-a cedat mărul Afroditei, apoi după mai multe incidente și-a aflat descendența regală.
Peleus și Thetis au avut un copil, numit Ahile. Acestuia i s-a ursit că va avea ori longevitate, dar va rămâne lumii o figură anonimă, ori va muri de tânăr pe câmpul de luptă și va rămâne imortalizat în poemele eroice. Mai mult, Calchas a prevăzut când Ahile avea 9 ani, că fără concursul lui Troia nu se va putea prăbuși. Încă din copilăria viitorului erou, Thetis a încercat să-l facă nemuritor. Inițial ea l-a ținut deasupra focului în timpul nopților pentru ca să i se ardă părțile muritoare și l-a frecat cu ambrozie în timpul zilelor. Peleus care a mai pierdut câțiva copii în acest mod, a descoperit ce făcea soția lui și i-a interzis să continue. Atunci, Thetis i-a făcut copilului o baie în râul Styx, din Infern, ale cărui ape transmiteau nemurire unei ființe prin contact direct cu fiecare componentă corporală a acestuia. Deoarece l-a ținut de călcâi în timp ce îi făcea baie, această parte a trupului a rămas vulnerabilă, iar Ahile nu a dobândit zeificarea completă. Când a crescut a devenit unul din cei mai viteji muritori. Pentru a evita profeția lui Calchas, Thetis îl va ascunde pe Ahile printre fiicele regelui Licomede, astfel încât să nu fie recunoscut și luat să participe la războiul troian.

### Fuga Elenei

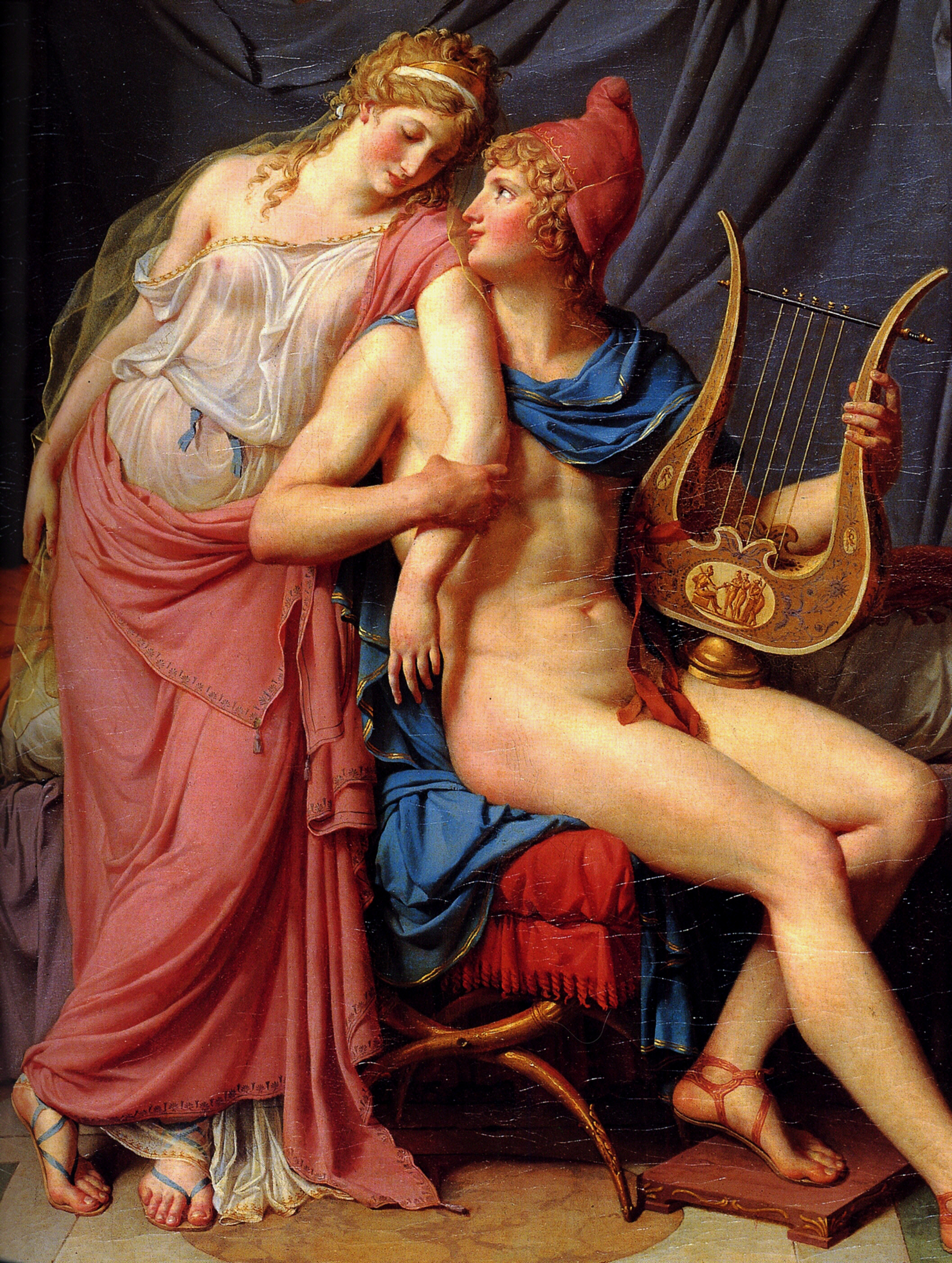
Idila dintre Paris și Elena (detaliu), 1788 de Jacques-Louis David (1748-1825) Luvru

Elena era cea mai frumoasă muritoare, una din fiicele lui Tyndareus, regele Spartei. Mama ei era Leda, cea care după ce a fost sedusă de Zeus, metamorfozat în lebădă, a născut 4 copii: Elena, Clitemnestra, Castor și Pollux. Există însă și variante care susțin că Tyndareus este de fapt tatăl biologic al celor 4 copii sau că mama Elenei nu este Leda ci Nemesis. Elena a avut o mulțime de pețitori, dar tatăl său nu a ales nici unul să-i fie soț, de teamă să nu provoace revolta celorlalți. Printre numeroșii pețitori se numărau și Ulise, Aiax, Menelaus, Patrocles etc.
Într-un final, Ulise a propus un plan pentru a rezolva dilema. În schimbul suportului lui Tyndareus în pețirea Penelopei, el a sugerat ca Elena să-și aleagă singură soțul și nu tatăl ei (așa cum se obișnuia în Grecia din Antichitate până în secolul al XX-lea). Toți pețitorii au trebuit atunci să jure că vor apăra mariajul Elenei, indiferent pe cine va opta aceasta. 
Elena a hotărât să se căsătorească cu Menelaus. Dar Menelaus nu era acolo, să o pețească personal ci îl trimisese pe fratele lui, Agamemnon, să îi îndeplinească această sarcină. De asemenea, Menelaus i-a promis Afroditei un hecatomb, adică sacrificarea a 100 de boi, dacă o va câștiga pe Elena și nu și-a ținut promisiunea, ceea ce a mâniat-o pe zeița iubirii. Cei 2 frați, Agamemnon și Menelaus, trăiau în exil în palatul lui Tyndareus de ceva timp. Ei au fost goniți din Argos, cetatea lor natală, după ce tatăl lor, Atreus a fost ucis iar tronul preluat de fratele lui Thyestes și fiul lui Egist. Însurându-se cu Elena, Menelaus a moștenit tronul Spartei, mai ales deoarece Castor și Pollux au devenit zei, iar Agamemnon s-a căsătorit cu Clitemnestra și a redobândit cetatea Argos.      
Având o misiune diplomatică în Sparta, Paris o vede pe Elena și se îndrăgostește de ea. Tocmai în acea perioadă, Menelaus era plecat în Creta pentru a-l înmormânta pe unchiul lui, Crateus. Paris, cu ajutorul Afroditei o ademenește pe Elena și o răpește, ducând-o în Troia împreună cu o parte din comorile regelui spartan. Hera, surescitată de refuzul lui Paris de a-i oferi întâietate în conflictul mărului discordiei, provoacă o furtună, și deviază corabia îndrăgostiților, aducând-o în Egipt, unde zeii o substituie pe Elena cu o înfățișare asemănătoare ei, făcută din nori, Nephele. (Mitul cu schimbarea Elenei este atribuit poetului sicilian Stesichorus, secolul al VI-lea î.Hr. Pentru Homer nu a existat niciun surogat, iar adevărata Elena a ajuns în Troia). Apoi, corabia ajunge în Sidon unde Paris poposește sperând să nu fie capturat de niște potențiali urmăritori, și în cele din urmă își face intrarea Troia.  
Fuga Elenei din cetatea natală motivată de iubirea față de un personaj străin are multe precedente în mitologia greacă. Nimfa Io a fost răpită din Argos, Europa din Fenicia, Iason a luat-o pe Medeea din Colchis, iar prințesa troiană Hesione a fost luată de Heracles care a dat-o lui Telamon din Salamis. Conform lui Herodot, Paris a fost îndemnat de aceste exemple să-și fure o soție din Grecia și nu a avut viziunea unui efect punitiv din simplul fapt că nici în celelalte cazuri nu a existat vreunul.

## Adunarea armatei aheilor și prima expediție

Harta Greciei homerice

Menelaus i-a cerut lui Agamemnon să spele prin răzbunare onoarea pierdută în urma răpirii Elenei. Acesta a fost de acord și l-a trimis pe Nestor împreună cu alți emisari la curtea tuturor regilor și prinților ahei, cerându-le să-și respecte jurământul și să o readucă pe Elena. 

### Ulise și Ahile
Între timp, Ulise se însoară cu Penelopa și are cu ea un copil, pe Telemah. Vrând să evite un război care i-ar putea distruge familia și l-ar putea separa de patria sa, Itaca, Ulise mimează nebunia în fața solului lui Agamemnon, Palamede. El începe să are pământul cu un plug la care înjugă un cal schilod și un asin și seamănă boabe de sare. Atunci Palamede îl ia pe Telemah, copilul lui Ulise, și îl pune în fața plugului, vrând să-i testeze luciditatea minții. Nevrând să-și ucidă băiatul, Ulise își modifică direcția plugului, trădându-și astfel prefăcătoria. Este nevoit să se înroleze în război.

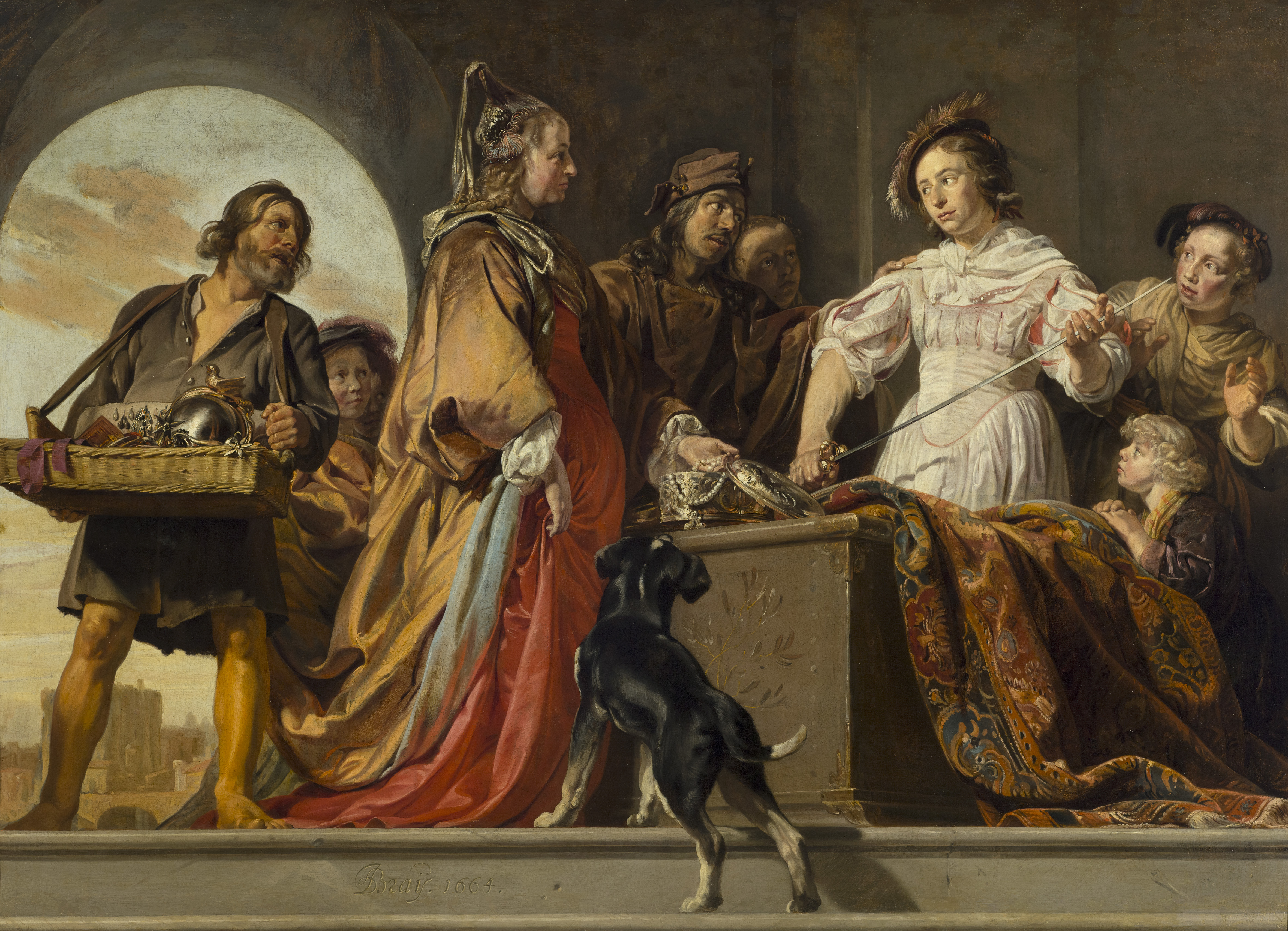
Descoperirea lui Ahile printre fiicele lui Licomede, pictură de Jan de Bray (1627–1697) din 1664, Muzeul Narodowe, Varșovia

La Skyros, Ahile are o relație amoroasă cu fiica regelui Licomede, Deidamea, care îi naște un prunc, pe Neoptolemus. Ulise, Aiax cel Mare și tutorele lui Ahile, Phoenix, i se înfățișează eroului pentru a-l recruta. Temându-se pentru viața fiului ei, zeița Thetis îl înveșmântează pe acesta în haine femeiești și îl ascunde printre fiicele lui Licomede. O variantă a mitului spune că Ulise și tovarășii săi au sunat din trâmbițe, iar fetele regelui au fugit speriate, crezând că cetatea este atacată, în timp ce Ahile a apucat o suliță, îndemnat fiind de instinctul de apărare, și s-a demascat. Altă variantă relatează cum Ulise și ceilalți s-au deghizat în negustori, venind în Skyros să vândă bijuterii, văluri și arme. În timp ce fetele regelui se uitau la marfa destinată femeilor, Ahile era singurul care s-a interesat de arme, fapt ce i-a trădat identitatea. 
Pausanias spune că, după Homer, Ahile nu s-a ascuns în Skyros, ci a cucerit insula ca parte din războiul troian.

### Prima adunare la Aulis
Forțele militare ale aheilor s-au adunat la Aulis, un port din Beoția. Toți pețitorii au trimis întăriri cu excepția regelui Cinyras din Cipru. Deși i-a trimis lui Agamemnon platoșe și a promis să aducă 50 de corăbii, el a expediat doar o corabie bună condusă de fiul lui Mygdalion și încă 49 făcute din noroi. Idomeneus avea ambiția de a conduce contingentul cretan în războiul cetății Micene contra Troiei. Ultimul care a sosit a fost Ahile, care avea atunci 15 ani. 
După un ritual sacrificial adus lui Apollo, un șarpe a alunecat de pe altar într-un cuib de vrabie dintr-un copac din apropiere. El a devorat vrabia mamă și pe cei 8 pui ai ei, după care a împietrit. Calchas a interpretat acest eveniment ca un semn că Troia va fi cucerită în cel de-al zecelea an de război.

### Telephus
Când aheii au plecat la război, nu au știut drumul către Troia și au acostat accidental în Misia, condusă de regele Telephus, fiul lui Heracles, care a dus acolo un contingent de arcadieni și i-a stabilit acolo. Aheii i-au atacat pe misieni. În timpul bătăliei, Ahile l-a rănit pe Telephus, iar acesta l-a ucis pe Thersander. Deoarece rana lui Telephus nu se cicatriza, regele a întrebat un oracol ce să facă. Oracolul a răspuns "cel care a rănit va vindeca". Flota aheiană a reluat călătoria, dar a fost împrăștiată de o furtună. Ahile a ajuns în Skyros și s-a căsătorit cu Deidameia. O nouă adunare a fost planificată în Aulis.
Telephus a plecat la Aulis, prefăcându-se că este un cerșetor și i-a cerut lui Agamemnon să-l ajute să-și vindece rana. După alte variante, l-a capturat pe Orestes, fiul lui Agamemnon, ținându-l prizonier drept răscumpărare. Aheii au aflat cine este de fapt și ce dorește, dar Ahile a refuzat să lecuiască rana, spunând că nu are cunoștințe medicale. Ulise a sugerat că sulița a provocat rana, deci tot ea are efecte curative și astfel, bucăți din fierul ei au fost răzuite și presărate pe plaga lui Telephus, care s-a însănătoșit. Ca răsplată pentru ajutor, regele le oferă aheilor o hartă indicând ruta către Troia.

## A doua adunare

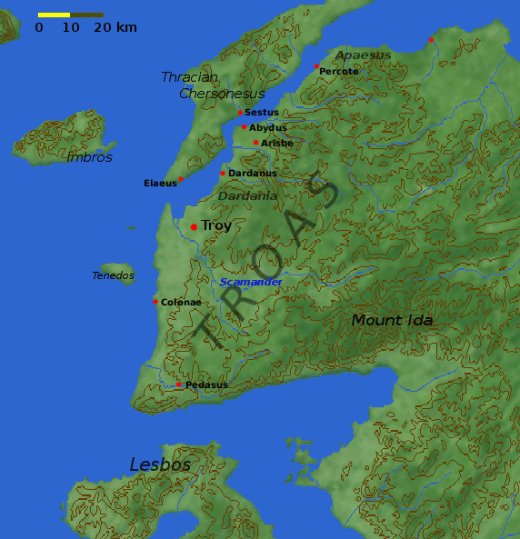
Harta regiunii Troada

După 8 ani de la risipirea ei în furtună, flota aheilor, cuprinzând mai mult de o mie de corăbii, și-a acumulat din nou toate forțele. Dar când au ajuns cu toții la Aulis, vântul a încetat să mai bată, iar profetul Calchas a declarat că Artemis îl pedepsea pe Agamemnon pentru masacrarea unei căprioare sacre (sau a unei căprioare într-o pădure sacră) și pentru că și-a supraestimat abilitățile de vânătoare, considerându-se superior zeiței însăși. Singura modalitate de a o îmbuna pe Artemis era prin sacrificiul fiicei sale și a Clitemnestrei, Ifigenia. După unele variante Ifigenia era fiica Elenei și a lui Tezeu și a fost încredințată Clitemnestrei, după ce sora ei a devenit soția lui Menelaus. Agamemnon a respins propunerea, iar ceilalți lideri au amenințat că-l vor investi pe Palamede comandant al expediției în locul lui. Conform unor versiuni, Agamemnon a cedat zeiței, dar altele spun că a jertfit o căprioară în locul fetei, sau că în ultimul moment, lui Artemis i s-a făcut milă de Ifigenia și a înlocuit-o cu un miel pe altarul de sacrificiu. În schimb Ifigenia trebuia să devină preoteasă în unul din templele zeiței. Hesiod spune că Ifigenia a devenit mai târziu zeița Hecate.
Forțele militare ale aheilor sunt descrise în detaliu în Catalogul Corăbiilor, în a II-a carte din Iliada. Ele constau în 28 de contingente din Grecia continentală, Peleponez, Dodecanez, Creta  și Itaca, adică 1178 de "Pentekontoroi" (corăbii cu 50 de vâslași). Tucidide spune că după tradiție erau aproape 1200 de corăbii, cele ale Beoției având 120 de oameni la vâsle, iar cele ale lui Filoctes doar 50, acestea fiind probabil maximul și minimul. Aceste numere ar însemna o forță totală de 70 000 până la 130 000 de oameni. Un alt catalog de corăbii este dat de Apollodor, catalog care diferă într-o anumită măsură, numerele fiind însă aceleași. Unii savanți au susținut că relatarea lui Homer legată de organizarea flotei este un document original din Epoca Bronzului. Alții cred că totul este doar o invenție a poetului grec.
Aliații troieni sunt de asemenea listați în a doua carte a epopeii. Forțele lor sunt compuse din troieni propriu-ziși (locuitorii cetății Troia) conduși de prințul Hector, dardanieni conduși de Enea, zeleieni, adrasteieni, percotieni, pelasgieni, traci, lăncieri ciconieni, arcași paionieni, halizonieni, misieni, frigieni, lidieni, miletieni, lycieni conduși Sarpedon și carieni. Nu este menționat nimic despre limba troiană; despre carieni se spune că au o limbă barbară, iar despre ceilalți aliați ai troienilor, că vorbesc multiple limbi, având nevoie să li se traducă ordinele de către comandanții lor. Trebuie precizat cu toate acestea că troienii și aheii din Iliada au aceeași religie, aceeași cultură, iar eroii inamici își vorbesc unul altuia în aceeași limbă. Pentru Virgil Dardanius, fondatorul Troiei (conform celor spuse de Homer) era din Italia. Mitografii greci susțin că, dimpotrivă, era arcadian, idee care ar modifica statutul războiului troian în cel al unui război civil.

## Nouă ani de război

### Philoctetes

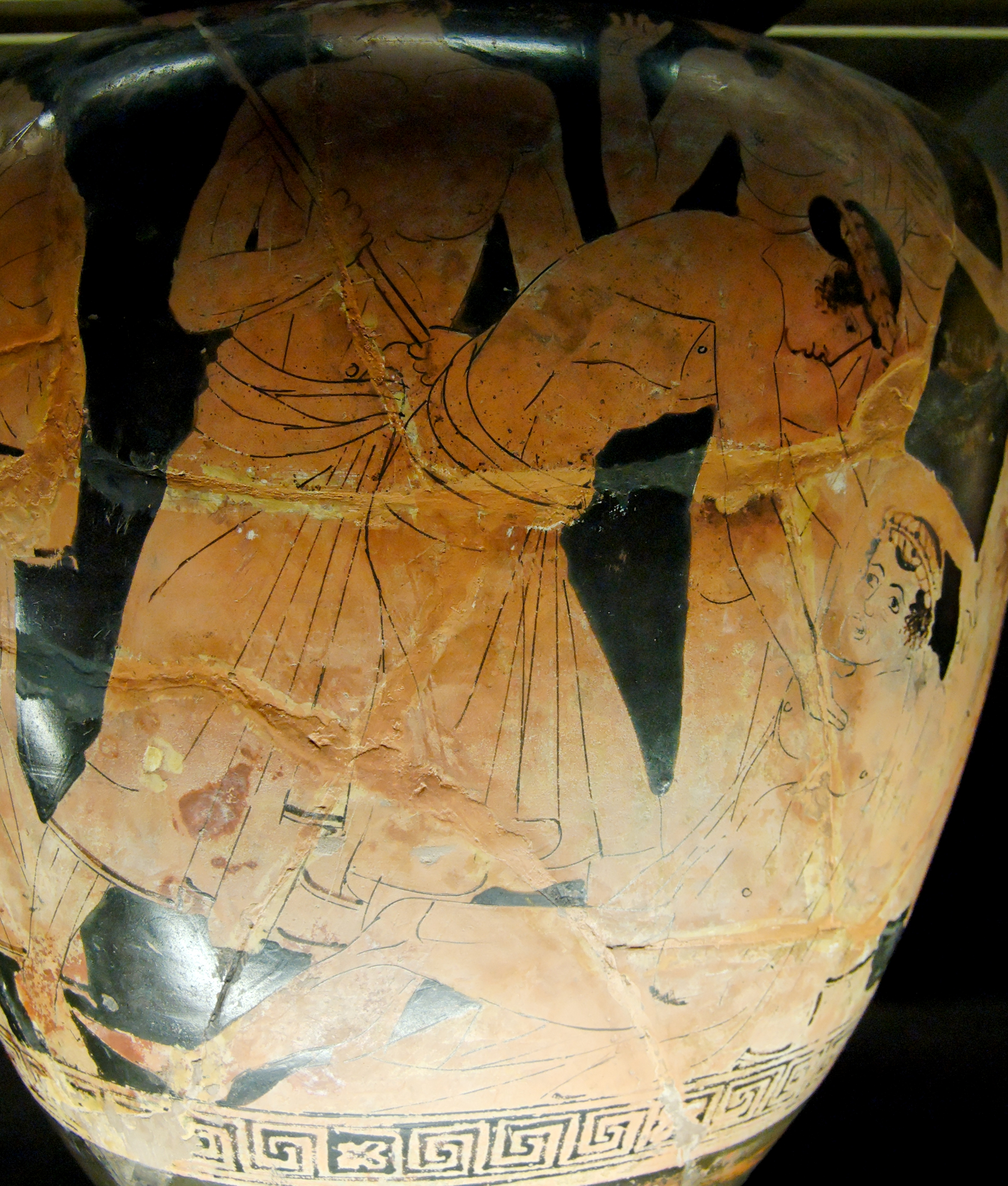
Filoctet abandonat pe insula Lemnos, detaliu de pe un vas din Atica, cca. 460 î.Hr., Colecția Campana, 1861

Filoctet a fost prietenul lui Heracles și pentru că a aprins rugul funerar la moartea acestuia când nimeni nu voia să o facă, a primit arcul și săgețile lui. El îi urmează pe ceilalți ahei cu 7 corăbii pline de ostași. Filoctet și oamenii lui se opresc la  început la Chryse pentru aprovizionare, apoi la Tenedos împreună cu restul flotei aheilor. Acolo Filoctet este mușcat de un șarpe trimis de Hera, care îi era vrăjmașă pentru loialitatea sa față de Heracles. Rana provocată de mușcătură devine purulentă și fetidă, iar Menelau și Agamemnon, văzând că Filoctet nu-i mai poate însoți, îl părăsesc pe insula Lemnos. Medon preia controlul oamenilor lui Filoctet. 
Când ajunge în Tenedos, Ahile îl ucide pe regele Tenes, fiul lui Apollo, deși este avertizat de mama sa să nu o facă pentru că va fi omorât el însuși de zeu. Din Tenedos Agamemnon îi trimite lui Priam o solie formată din Menelaus, Ulise și Palamede, cerând întoarcerea Elenei. Priam refuză. 
Filoctet va sta în Lemnos 10 ani. Sofocle precizează în tragedia Filoctet că Lemnos era o insulă deșertică pustie, deși după tradiții mai timpurii se spunea că era locuită minyeni.

### Sosirea
Calchas profețește că primul aheu care va păși pe pământul Asiei după ce va coborî din corabie va fi și primul care va muri. De aceea până și Ahile ezită să descindă din arca aheilor. În cele din urmă, Protesilaus, comandantul phylacenilor este întâiul care a făcut-o, iar Ahile îl urmează al doilea și îl asasinează pe Cycnus, fiul lui Poseidon. O altă legendă spune că Ulise a coborât înaintea celorlalți, dar nu a atins pământul Asiei literalmente, ci auzind profeția lui Calchas, a aruncat scutul pe țărm și a sărit pe el. Semnalând sosirea dușmanilor, troienii s-au refugiat în cetate, adăpostindu-se după cele mai sigure metereze ale ei. Protesilaus, primul care a înaintat pe tărâmul asiatic omoară mulți troienii luați prin surprindere, dar este răpus de Hector, de Enea sau de Achates, adeverind spusele sibilice. Aheii îl vor înmormânta cu onoruri aproape divine, undeva în peninsula tracă. După moartea lui Protesilaus, fratele lui, Podarces, preia atributele militare.

### Campaniile lui Ahile

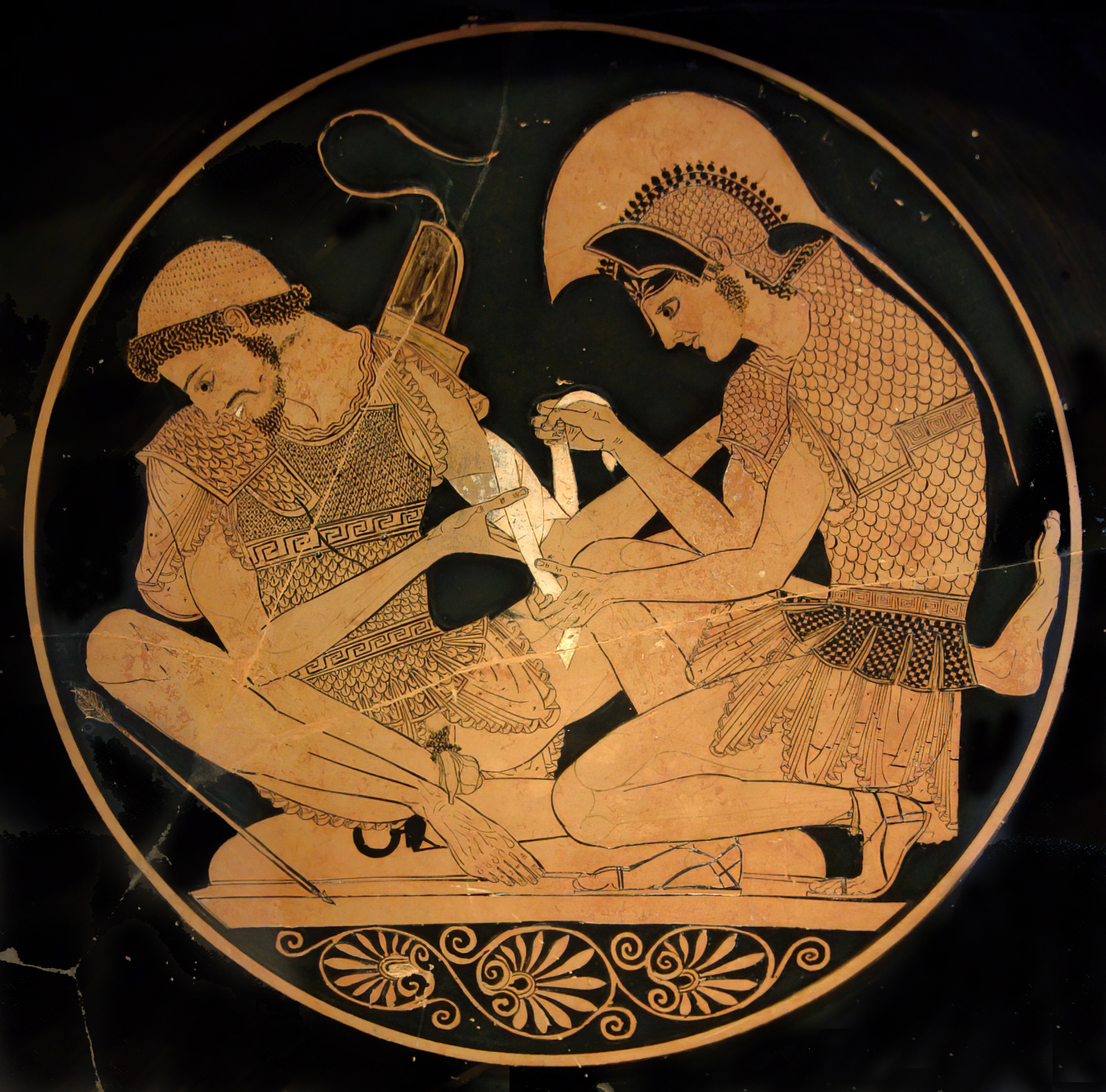
Ahile îl bandajează pe Patrocles cca. 500 î.Hr. Muzeul Staatliche, Antikenabteilung, Berlin

Aheii au asediat cetatea Troia timp de nouă ani. Nararea aceastei părți a războiului este mai puțin dezvoltată decât toate celelalte, în toate sursele istorice și legendare care au subzistat, surse care detaliază doar evenimentele din ultimul an al războiului troian. După acostarea inițială armata s-a închegat totalmente abia în cel de-al zecelea an, datorită dificultăților pecuniare și a lipsei de provizii, după cum deduce Tucidide. Ei i-au atacat pe troieni și pe aliații acestora, dar în același timp, fiind constrânși de împrejurări au fost nevoiți să valorifice economic resursele zonei și au cultivat pământul peninsulei Traciei. Troia nu a fost niciodată complet înconjurată și a menținut o legătură cu interiorul Asiei Mici, astfel încât reîntăririle exterioare au continuat să vină pentru armata ei până când a fost cucerită. De asemenea, aheii au dominat doar intrarea în Dardanele în timp ce troienii și aliații lor controlau cetățile Abydos și Sestus și comunicau cu restul Europei. 
Ahile a atacat pământul din Troada stăpânit de Enea. A capturat Lyrnassus și Pedasus și multe alte orașe vecine. L-a ucis pe Troilus, fiul lui Priam, care avea 19 ani și despre care se spune că dacă ar fi împlinit 20, Troia n-ar mai fi fost cucerită. Apoi: "El a mai cucerit Lesbos și Phocaea, apoi Colophon, și Smyrna, și Clazomenae, și Cyme; și după aceea Aegialus și Tenos, așa-numitele O Sută de Orașe; apoi, în ordine, Adramytium și Side; apoi Endium, și Linaeum, și Colone. A luat de asemenea Teba Hypoplaciană și Lyrnessus, și, mai departe, Antandrus, și multe alte orașe." (Apollodor, "Epitome")
Printre prizonierii luați din aceste orașe se numără Briseis, o văduvă troiană, pe care Ahile o păstrează pentru sine și Chryseis pe care o dă lui Agamemnon. Ahile l-a capturat pe Lycaon, fiul lui Priam, în timp ce tăia crengile în livada tatălui său. Patrocles l-a trimis ca sclav în Lemnos, unde a fost cumpărat de Eetion din Imbros și adus înapoi în Troia. Doar 12 zile după aceea, Ahile l-a ucis (după moartea lui Patrocles).

### Campania lui Aiax
Marele Aiax devastează un ținut tracic condus de Polymestor, un ginere al lui Priam. Polymestor l-a predat pe Polydorus, unul din copiii lui Priam pe care îl avea în custodie. Apoi, Aiax atacă orașul regelui frigian Teleutas și îl ucide într-o singură bătălie, ducând-o cu sine pe fiica lui, Tecmessa. Aiax a nimicit și turmele troiene atât pe Muntele Ida, cât și în regiunile rurale.

### Moartea lui Palamede
Ulise este trimis în Tracia cu scopul de a aduce provizii de grâu armatei, dar se întoarce cu mâna goală. Când este disprețuit și desconsiderat de Palamede pentru eșecul său, Ulise îl provoacă să dovedească tuturor superioritatea sa îndeplinind el însuși misiunea. Palamede acceptă și se întoarce cu o corabie încărcată cu grâu. 
Ulise însă nu îl va ierta niciodată pe Palamede pentru că i-a tulburat viața luându-l la război și despărțindu-l de soție, de patrie și de copil. Așa că el urzește un plan. Plastografiind o scrisoare incriminatorie, de la Priam către Palamede, el îl acuză că a coalizat cu inamicul. Totodată el ascunde și niște aur printre lucrurile lui Palamede, făcându-i pe toți să creadă că este un trădător. Agamemnon nu bănuiește mistificarea lui Ulise și poruncește ca Palamede să fie omorât cu pietre.
Cu toate acestea, Pausanias scrie în lucrarea sa, Cypria, că Ulise și Diomede l-au înecat pe Palamede în timp ce acesta pescuia. Dictys spune că Ulise și Diomede l-au momit să se arunce într-o fântână spunându-i că va găsi în ea aur, apoi l-au ucis aruncând în el cu pietre. 
Tatăl lui Palamede, Nauplius navighează până în Troada și a cere să se facă dreptate în cazul morții fiului său, dar îi este refuzată dorința. Pentru a se răzbuna Nauplius călătorește în fiecare regat ahean și le spune soțiilor regilor că ei vor aduce concubine din Troia ca să le detroneze. Multe din nevestele grecoaice au fost convinse să-și trădeze soții, printre acestea numărâbdu-se Clitemnestra, soția lui Agamemnon.

### Iliada

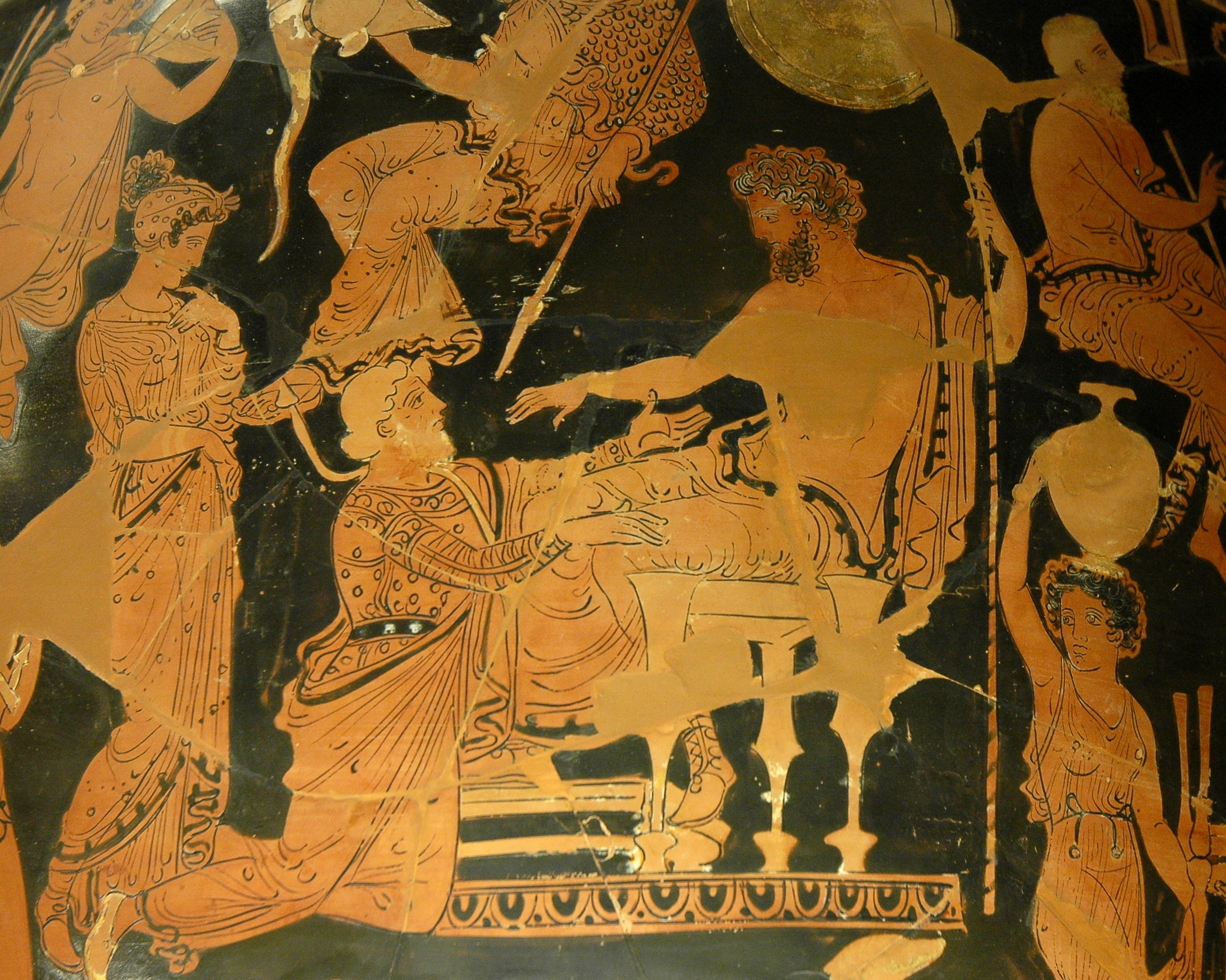
Chryses rugându-l pe Agamemnon să îi dea înapoi fata, cca. 360 i.Hr.–350 î.Hr. Luvru

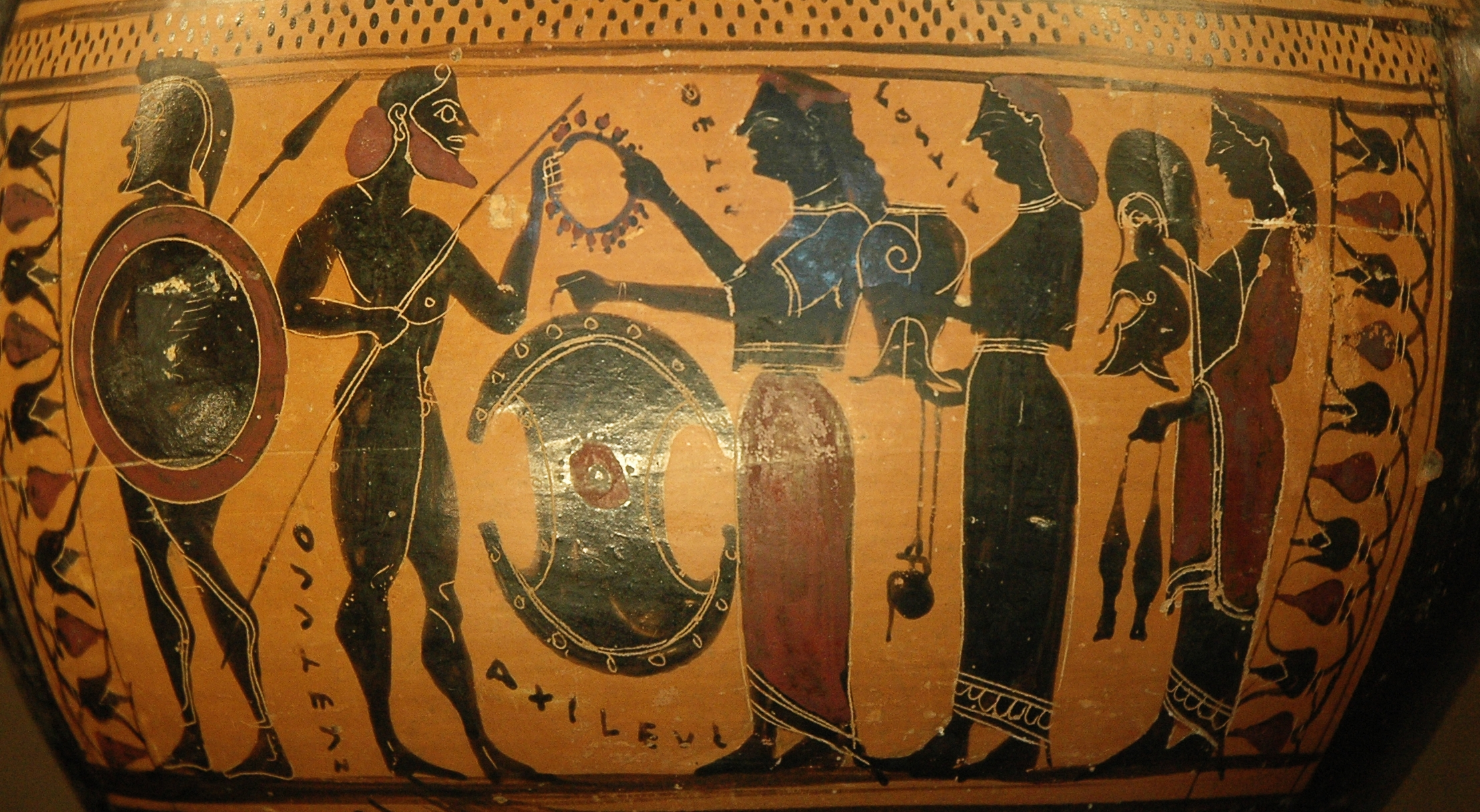
Thetis îi dă fiului ei, Ahile armele proaspăt făurite de zeul Hephaistos detaliu de pe un vas din Atica, cca. 575–550 î.Hr. Luvru

În cel de-al X-lea an de asediu, în tabăra aheilor sosește Chryses, un preot al zeului Apollo și tatăl tinerei Chryseis și îi cere lui Agamemnon să-i înapoieze fiica. Agamemnon îl gonește proclamând că nu o va elibera pe fată, iar Chryses se roagă atunci la Apollo să-i pedepsească pe ahei. Furios, zeul răspândește ciumă și boli în tabăra aheilor. Ciuma va dura nouă zile, timp în care vor muri mii de ostași ahei. Calchas vestește că ea nu va înceta decât după ce Chryseis va fi dezrobită. În cele din urmă Agamemnon îi dat drumul fiicei lui Chryses, dar o ia în schimb pe concubina lui Ahile, Briseis, iubită cu ardoare de eroul mirmidon. Iritat de o asemenea necinstire din partea lui Agamemnon, Ahile vrea să-și facă dreptate cu sabia, dar este oprit la timp de zeița Atena. Astfel hotărăște să se retragă din luptă, dar o roagă pe mama sa Thetis să mijlocească pe lângă Zeus, care în absența lui Ahile, cel mai viteaz dintre ahei, era dispus să acorde victoria troienilor.
După  refuzul lui Ahile de a mai lua armele în mână, aheii au avut inițial succes în luptă. Amândouă armatele s-au întregit în sfârșit, pentru prima oară de la începutul bătăliei, în cel de-al zecelea an. Menelaus și Paris s-au luptat într-un duel care s-a sfârșit atunci când Afrodita l-a luat pe Paris de pe câmpul de luptă înainte de a fi învins. Armata aheilor a ajuns în apropierea zidurilor Troiei, iar Diomede, cu ajutorul Atenei aproape că l-a ucis pe Enea și i-a vătămat pe zeii Ares și Afrodita. În următoarele zile, cu toate acestea, armata troiană și-a dobândit superioritatea în luptă. Ei i-au împins pe ahei către tabăra lor. În prima zi atacul a fost oprit la zidul de apărare al aheilor de către zeul Poseidon. În ziua următoare, cu ajutorul lui Zeus, troienii sparg zidul și intră în tabăra aheilor, fiind pe punctul de a incendia corăbiile acestora. Ahile a respins propunerea de a reintra în luptă, dar le-a îngăduit prietenilor lui apropiați și mai ales lui Patrocles să poarte armura și armele sale, atunci când Hector a aprins corabia lui Protesilaus. Patrocles i-a alungat pe troieni dincolo de zidurile Troiei și doar intervenția lui Apollo l-a împiedicat pe erou să atace orașul. Patrocles a fost atunci ucis de Hector (cu ajutorul lui Apollo), care a luat armura lui Ahile de pe trupul aheului. 
Înnebunit de durere, Ahile jură să-l ucidă pe Hector. Între Ahile și Agamemnon are loc o reconciliere, iar Briseis revine în mâinile vechiului stăpân, neatinsă de regele din Argos. Zeul Hephaistos îi făurește o nouă armură și un nou set de arme și astfel Ahile se întoarce pe câmpul de război. El ucide mulți troieni și aproape că îi i-ar fi luat viața lui Enea dacă nu ar fi fost împiedicat de Poseidon. Ahile se luptă cu zeul râului Scamander, apoi declanșează chiar o bătălie între zei. Armata troiană se retrage în cetate cu excepția lui Hector care este amăgit de halucinațiile Atenei. După un duel cu Ahile, Hector este ucis. Ahile leagă trupul eroului troian de careta sa și îl trage de câteva ori astfel chiar sub ochii tatălui său, Priam și a soției lui Andromaca. Totodată Ahile refuză să returneze corpul lui Hector troienilor spre a fi îngropat. În schimb conduce ceremonia funerară în cinstea prietenului său Patrocles. În cele din urmă, Priam se strecoară neobservat până la cortul lui Ahile, condus de Hermes și îl roagă să îi cedeze trupul fiului său. Armatele fac un scurt armistițiu pentru a îngădui îngroparea mortului. Iliada se încheie cu ceremonia funerară a lui Hector.

## DupăIliada

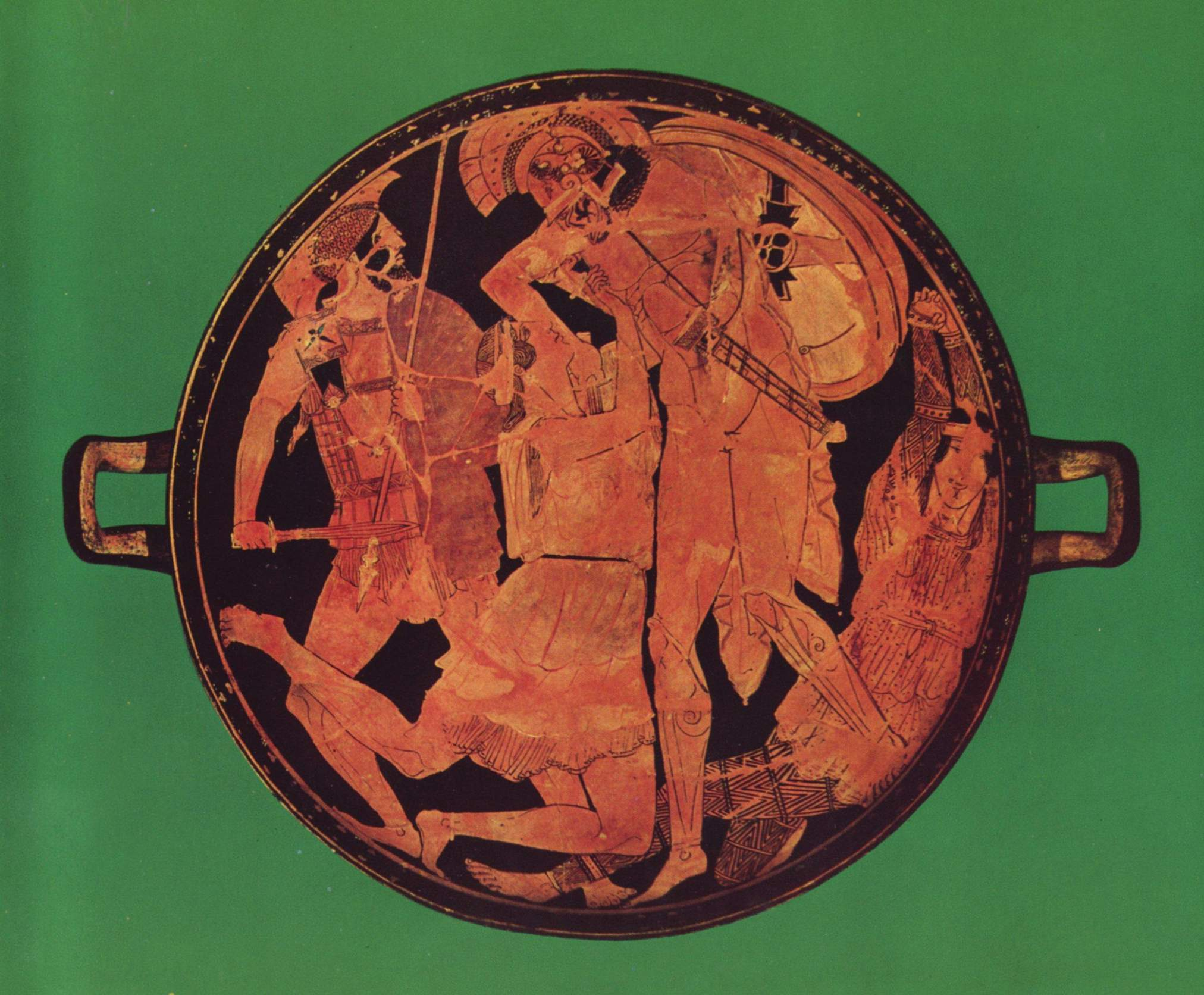
Ahile o ucide pe Penthesilea, Antikensammlung München

### Penthesilea și moartea lui Ahile
Cu puțin timp după îngroparea lui Hector, își face apariția cu luptătoarele ei Penthesilea, regina amazoanelor. Penthesilea, fiica lui Ares și a Otrerei și-a ucis din greșeală sora, pe Hipolita. Ea a fost purificată de Priam în urma acestei crime și în schimbul acestui serviciu, ea luptă pentru el și ucide mulți dușmani, printre care se numără și Machaon (după Pausanias, acesta a fost ucis de fapt de Eurypylus) și, după unele variante, chiar Ahile, care este înviat din dorința zeiței Thetis. Penthesilea este ucisă de Ahile, care se îndrăgostește de chipul ei abia după moarte. Thersites, un simplu soldat și cel mai urât dintre ahei, ia în zeflemea dragostea lui Ahile și îi scoate ochii Penthesileii. Ahile îl ucide pe Thersites pentru această faptă și, după o dispută, el navighează până în Lesbos unde este purificat de crimă de Ulise, după ce oferă sacrificii lui Apollo, lui Artemis și Letonei. 
Cât timp Ulise și Ahile erau plecați în Lesbos, sosește în ajutorul troienilor Memnon din Etiopia, fiul lui Tithonus și al zeiței Eos, frate vitreg cu Priam. El nu a venit direct din Etiopia ci din Susa (oraș din Persia), cucerind toate teritoriile pe care le-a străbătut, sau după alte variante, din Caucaz, aducând o armată de etiopieni și indieni. El purta o armură făcută de Hephaistos, la fel ca Ahile. În timpul războiului cu aheii îl ucide pe prietenul lui Ahile, Antilochus, care s-a sacrificat în luptă pentru a-și apăra tatăl, pe Nestor. Apoi, Ahile și Memnon s-au luptat. Se spune că Zeus a cântărit soarta celor doi eroi, iar talerul lui Memnon, înclinându-se în jos l-a făcut pe acesta să piardă lupta și să fie ucis. Ahile i-a urmărit pe troieni, care s-au refugiat în cetate. Fiind pe cale să intre în oraș, Ahile a fost oprit la timp de Apollo. Zeii văzând că a ucis atâți copii de-ai lor au hotărât că era timpul lui să moară. Ahile a fost ucis de o săgeată otrăvită slobozită de arcul lui Paris și îndreptată spre călcâi de zeul Apollo. În altă versiune el este ucis cu un pumnal în spate (sau în călcâi), de către Paris, în timp ce se căsătorește cu fiica lui Priam, Polixena, în templul zeului Apollo. Amândouă versiunile neagă în mod evident valoarea ucigașului spunând că Ahile era de neînvins pe câmpul de luptă. După moarte, oasele lui Ahile au fost amestecate cu cele ale lui Patrocles și au avut loc jocuri funerare în cinstea lui. Ca și Aiax, el trăiește după moarte pe insula Leuke (Insula Serpilor), la gurile Dunării și este căsătorit cu Elena.    

Marele Aiax își pregătește moartea

### Judecata armelor: armura lui Ahile și moartea lui Aiax
O mare bătălie a izbucnit în jurul trupului lui Ahile. Ulise i-a ținut la distanță pe troieni, în timp ce Aiax a dus corpul în tabăra aheilor. Deoarece armura lui Ahile trebuia oferită celui mai curajos, cei doi eroi, Ulise și Aiax, au pretins să li se recunoască acest statut. Agamemnon, nevrând să își ia dificila sarcină de a alege între cei doi, i-a lăsat pe prizonierii troieni să decidă cine a adus cele mai multe pagube Troiei. Troienii și zeița Atena au fost pe rând judecătorii acestei probleme și de aceea la sfatul lui Nestor, au fost trimiși spioni ca să audă ce se discută. O fată a spus că Aiax este mai curajos pentru că a avut curajul să ducă corpul lui Ahile, în timp ce lui Ulise nu i-a păsat de aceasta. Atena îi răspunde însă că oricine poate să care un trup neînsuflețit, dar nu toată lumea poate să lupte așa cum o face Ulise. 
După varianta lui Pindar, cel mai curajos dintre cei doi a fost stabilit prin vot secret depus de ahei. În orice caz, armele au revenit lui Ulise. Devenind nebun din cauza tristeții, Aiax a hotărât să-și ucidă camarazii, dar Atena l-a făcut să confunde persoanele cu obiecte sau animale. Astfel a biciuit doi berbeci crezând că sunt Menelaus și Agamemnon. Dimineața simțurile sale au revenit la normal, iar Aiax a hotărât să se sinucidă aruncându-se într-o sabie pe care i-o dăduse Hector, astfel încât și-a rănit subsuoara, singurul său loc vulnerabil. Conform unei tradiții mai vechi Aiax a fost văzut stând singur de troieni și a fost atacat de aceștia cu argilă, până când a fost acoperit cu totul și nu s-a mai putut mișca, murind din cauza foamei.

### Profețiile
În cel de-al zecelea an, a fost profețit că Troia nu va fi cucerită fără arcul lui Heracles (care era la Philoctetes în Lemnos). Astfel Ulise și Diomede l-au recuperat pe Philoctetes, a cărui rană se vindecase între timp. Ajungând în Troada, Philoctetes l-a ucis pe Paris cu arcul lui Heracles.   
Conform lui Apolodor, frații lui Paris, Helenus și Deiphobus au pretins să se căsătorească cu Elena care acum era văduvă. Deipobus a fost cel care a obținut mâna fetei, iar Helenus a părăsit Troia și a fugit pe Muntele Ida. Dar Chalcas a spus că Helenus știa profețiile conform cărora Troia avea să fie cucerită. De aceea Ulise l-a urmărit pe Helenus și l-a prins. Constrâns de dușmani, el a mărturisit că aheii vor câștiga războiul dacă vor recupera oasele lui Pelops, dacă îl vor convinge pe fiul lui Ahile, Neoptolemus, să lupte pentru ei și dacă vor fura statuia Atena (cunoscută și sub numele de Palladium) din Troia. 
Grecii au pus mâna pe oasele lui Pelops și l-au trimis pe Ulise să îl aducă pe Neoptolemus, care se ascundea de război în Skyros, la curtea regelui Licomede. Ulise i-a dat lui Neoptolemus armele tatălui său. Între timp, Eurypylus, fiul lui Telephus, comandând o mare oaste de "kêteioi" (probabil hitiți), conform lui Homer, sau de misieni, conform lui Apolodor, a venit în ajutorul troienilor. El i-a ucis pe Machaon și pe Peneleus, dar a fost omorât de Neoptolemeus. 
Deghizat în cerșetor, Ulise a reușit să pătrundă în Troia, dar a fost recunoscut de Elena. Fiindu-i dor de casă, Elena a complotat cu Ulise. Mai târziu, cu ajutorul Elenei, Ulise și Diomede fură Palladium-ul.

### Calul troian
Sfârșitul războiului a venit cu un ultim plan. Ulise a născocit un nou șiretlic - un gigantic cal de lemn, gol în interior (calul era animal sacru în Troia). A fost construit de Epeius și pregătit de zeița Atena. Era făcut din lemn de corn luat dintr-o pădure sacră a lui Apollo. Calul avea inscripția următoare: Grecii dedică această ofrandă Atenei pentru întoarcerea lor acasă. 
Fiind gol în interior, calul a fost umplut cu soldați, aflați sub comanda lui Ulise. Restul armatei a ars taberele și s-a îndreptat cu corăbiile spre Tenedos. 
Când troienii au descoperit că grecii au plecat, crezând că războiul s-a încheiat, s-au bucurat și au dus calul în cetate, în timp ce dezbăteau ce să facă cu el. Unii erau de părere să îl arunce de pe stânci, alții să îi dea foc, în timp ce câțiva se gândeau să-l dedice zeiței Atena. 

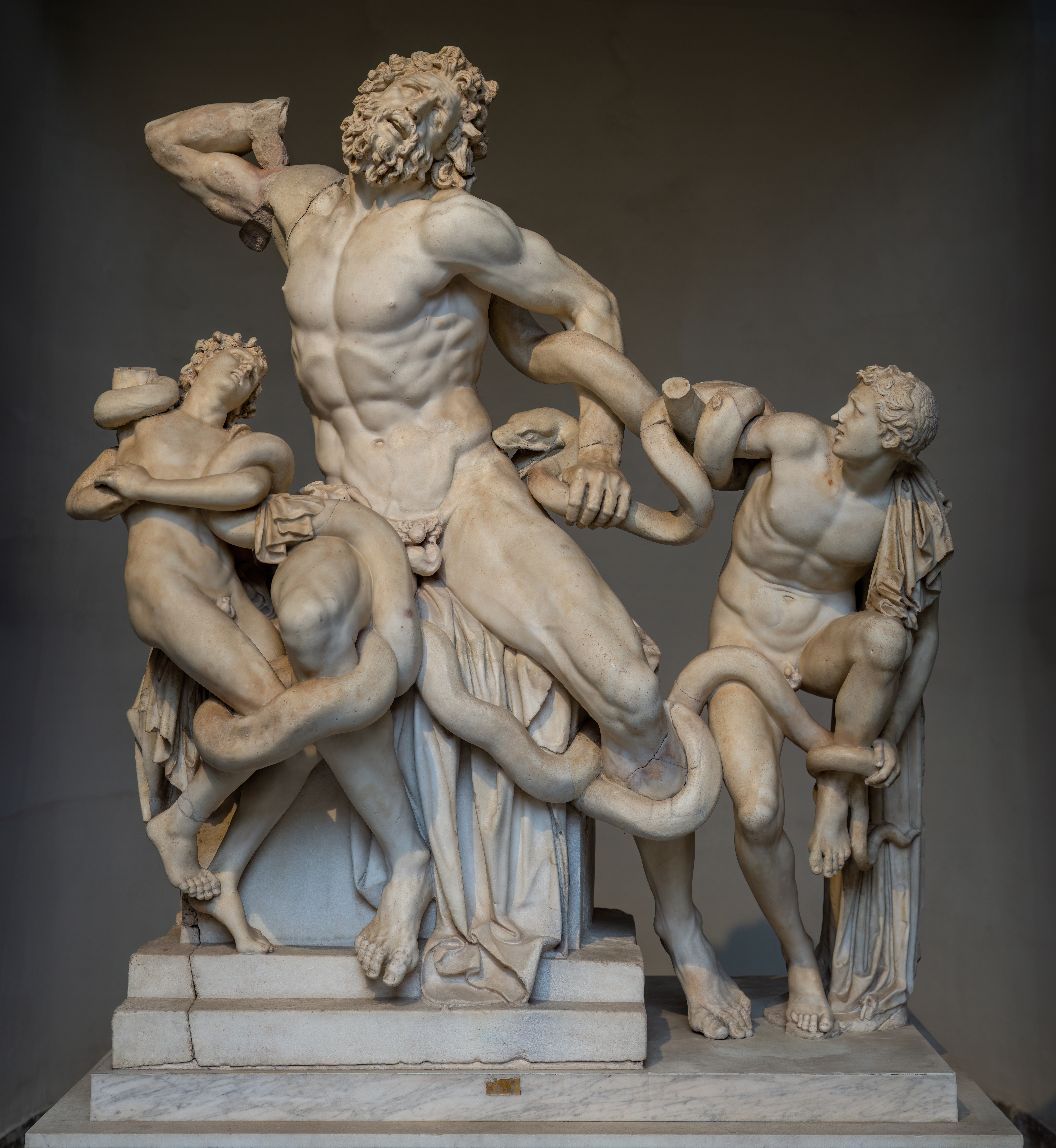
Statuia lui Laocoon și a fiilor lui, în timp ce sunt atacați de șerpi; Vatican; Se spune că șerpii au foști trimiși de zeul Poseidon la rugămințile Atenei.

Și Casandra și Laocoon erau împotriva păstrării calului, profețind șiretlicul aheilor. Însă Casandra nu era crezută din cauza blestemului lui Apollo. Niște șerpi au ieșit din mare și i-a devorat pe Laocoon și pe cei doi fii ai săi (Virgil, "Eneida"); pe Laocoon și pe unul din fii săi (Proclus, "Crestomatia") sau doar pe fiii lui Laocoon (Quintus Smyrnaeus, "Posthomerica" și Apolodor, "Epitome"). Acest incident i-a determinat pe Enea și pe însoțitorii săi să se retragă pe Muntele Ida. Troienii au decis să țină calul și au sărbătorit până noaptea. Sinon, un spion aheu a semnalat că flota a staționat în Tenedos când era miezul nopții și luna plină se ridicase pe cer. Soldații din cal au ieșit și au ucis gărzile. 
Unii au sugerat că de fapt Calul Troian a fost un cutremur care a avut loc în timpul războiului și care a slăbit zidurile Troiei și le-a expus atacului aheilor. Ruinele de la Troia VI - locația acesteia fiind aceeași cu cea descrisă în Iliada lui Homer și obiectele găsite acolo sugerând puterea economică și militară a zonei - arată semnele unui cutremur. Cu toate acestea, în ziua de astăzi se crede că Troia a VII-a este Troia lui Homer. 
Alții au sugerat că acest cal a fost o parte dintr-o mașinărie de asediu. Pausanias scrie:
"Faptul că opera lui Epeius a fost un mecanism care să facă o spărtură în zidul troian este cunoscut de toți cei care nu atribuie această naivitate frigienilor"
unde prin frigieni se referea la troieni. Karykas observă că 3000, numărul oamenilor din cal, conform lui Apolodor, în cea mai veche sursă, Mica Iliadă, este de fapt numărul echipajului dintr-un helepolis, o parte dintr-un echipament de asediu din era elenistică. Mai mult el spune că în acea vreme asirienii puneau nume de animale mașinăriilor de asediu. Robert Graves crede că, mai degrabă, zidurile Troiei au fost sparte de un turn de lemn pe roți, turn care a fost acoperit de piei ude de cal pentru a fi protejat de săgețile aprinse.

## Prădarea Troiei

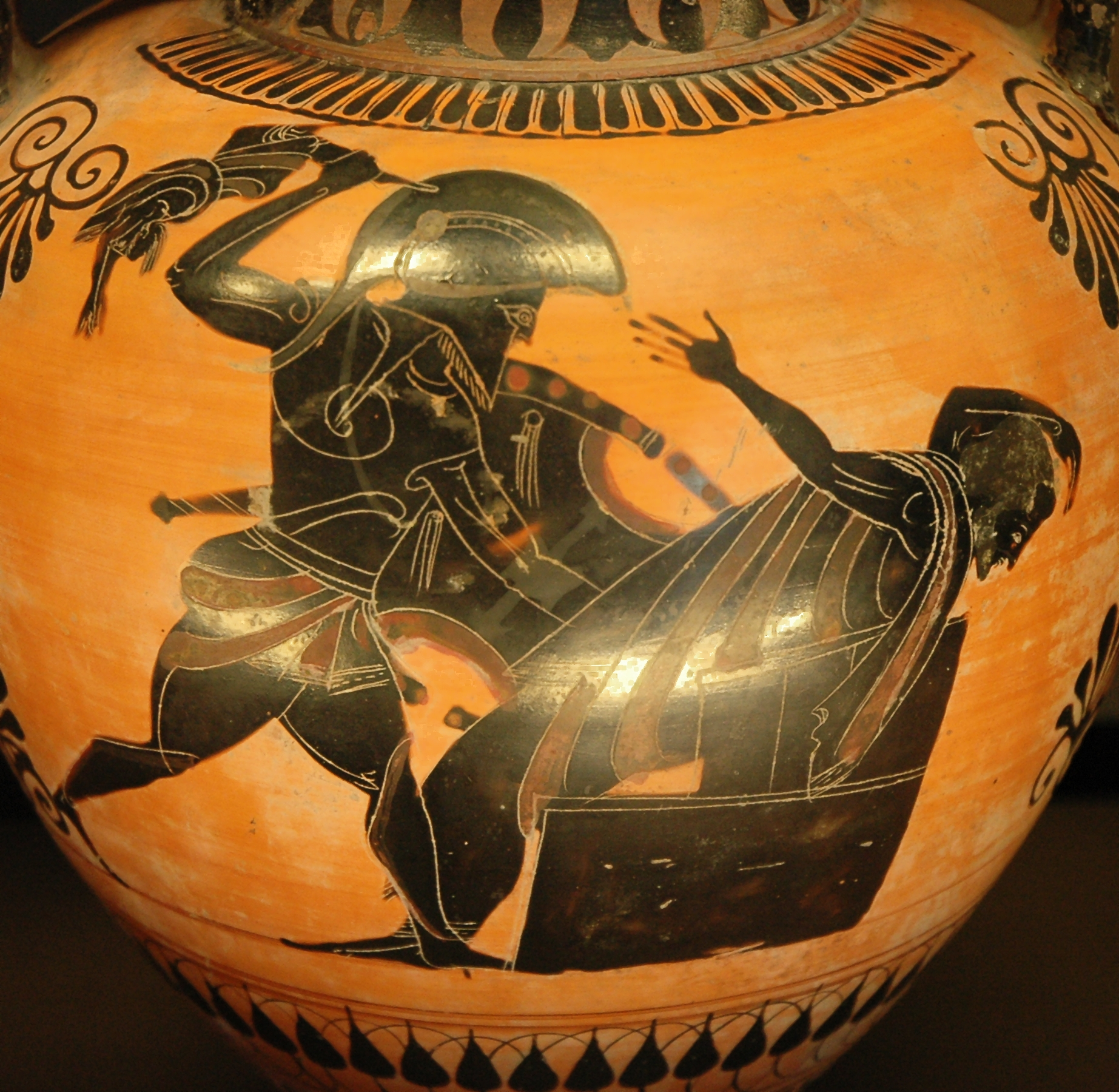
Priam este ucis de Neoptolemus, fiul lui Ahile, detaliu de pe o amforă grecească, cca. 520–510 î.Hr. Luvru

Aheii au intrat în oraș și au început să ucidă populația care dormea. Un mare masacru a urmat, masacru care a continuat de noaptea până ziua.  
Neoptolemus l-a ucis pe Priam, care a încercat să se adăpostească la altarul lui Zeus. Menelaus i-a luat viața lui Deiphobus, soțul Elenei după moartea lui Paris, și era gata-gata să o ucidă și pe Elena, însă a fost oprit de frumusețea ei neasemuită. De aceea, regele spartan a luat-o și a dus-o pe corăbii.
Casandra s-a adăpostit în marele templu al Atenei, însă Aiax sprintenul a urmărit-o cu gând să o siluiască. Casandra a îmbrățișat statuia zeiței cerându-i protecție, însă Aiax a tras-o de păr înspre el. Statuia s-a sfărmat și întregul templu s-a prăbușit. Revoltați de această faptă, aheii îndemnați de Ulise au vrut să-l omoare pe Aiax cu pietre, însă acesta a fugit în templul Atenei și a scăpat de pedeapsă. 
Antenor, cel care i-a primit cu ospitalitate pe Menelaus și Ulise când aceștia au venit la Troia să ceară întoarcerea Elenei și care a sprijinit cauza lor, a fost eliberat împreună cu familia sa. Enea a reușit să scape masacrului împreună cu încă câțiva oameni. După Apolodor, a fost lăsat liber datorită pietății sale.
Andromaca, soția lui Hector, a fost prinsă de Neoptolemus și dusă ca sclavă pe corăbii. Grecii apoi au ars din temelii cetatea și au împărțit prăzile. Casandra a fost dată lui Agamemnon, Andromaca lui Neoptolemeus, iar Hecuba lui Ulise. 
Aheii l-au aruncat pe copilul lui Hector, Astyanax de pe zidurile Troiei, ori din cruzime și ură, ori pentru a sfârși linia regală și posibilitatea unei răzbunări din partea fiului lui Hector. Ei (sau după unele tradiții Neoptolemus) au sacrificat-o de asemenea pe prințesa troiană Polixena pe mormântul lui Ahile, pentru că aceasta l-a trădat pe eroul aheu. 
Aethra, mama lui Tezeu și una din slujnicele Elenei a fost salvată de nepoții ei, Demophon și Acamas.
După unele legende, Hecuba nu a fost capturată de ahei. Deși a reușit să scape, a înnebunit din cauza durerii pierderii celor dragi. Hera a intervenit și a transformat-o în cățea.
În ciuda insistenței mitografilor că Troia a fost rasă de pe fața pământului, arheologia arată că orașul a supraviețuit și continuă să existe. Mai târziu pământul a fost colonizat de eolieni.

## Întoarcerea
Zeii au fost foarte furioși pe ahei, pentru îndrăzneala lor de a le distruge templele din Troia și pentru actele de sacrilegiu pe care le-au comis. De aceea, mulți ahei nu vor reuși să se întoarcă acasă. O furtună s-a abătut asupra flotei grecești și a împins-o către insula Tenos. De asemenea, Nauplius, vrând să se răzbune pentru fiul său Palamede, a aprins o flacără în Capul Cafareu (aflat în Eubeea și cunoscut azi sub numele de Cavo D'Oro) făcând-o să pară un far și astfel multe vase au naufragiat. 
Nestor, care a fost cel mai bun comandant în războiul troian și care nu a luat parte la pradă, a fost singurul erou care a avut o întoarcere sigură și rapidă. Cei din armata lui care au supraviețuit războiului, au ajuns în siguranță acasă cu Nestor, dar mai târziu au plecat să colonizeze orașul Metapontium în Italia de Sud.

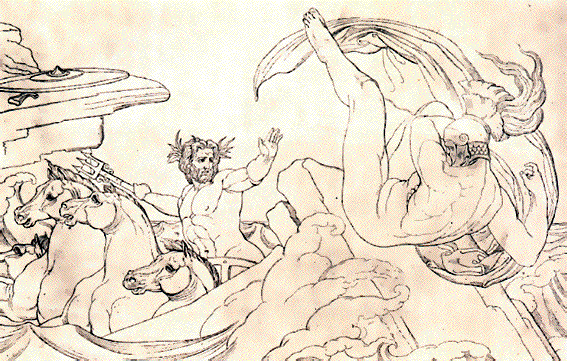
Poseidon îl împinge în apă pe Sprintenul Aiax; Genelli Bonaventura (1798-1868)

Sprintenul Aiax, care a îndurat mai mult decât ceilalți furia zeilor nu s-a întors niciodată. Corabia sa a fost avariată de o furtună trimisă de Atena, care a împrumutat unul din fulgerele lui Zeus și a făcut-o bucăți. Echipajul a reușit să se salveze și să se prindă de niște stânci (unele legende spun că însuși Aiax a supraviețuit cu ajutorul lui Poseidon). La rugămintea Atenei, zeul mării însă se răzgândește și îl împinge pe Aiax înapoi în apă. Eroul se îneacă și este îngropat de Thetis în Myconos sau Delos. 
Teucer, fiul lui Telamon și fratele celuilalt Aiax, a ajuns în Insula Salamina, unde tatăl său i-a reproșat că nu l-a protejat pe Aiax și că nu l-a răzbunat. De aceea l-a exilat și nu i-a îngăduit să coboare în portul său. Înainte de a pleca, Teucer a ținut un discurs în golful atic Freatis, pentru a se dezvinovăți de acuzația formulată împotriva lui de tatăl său. Din această întâmplare s-ar fi tras obiceiul exilaților care încearcă să se disculpe, în acel loc, înainte de a-și părăsi patria. Astfel, Teucer a plecat cu ostașii lui și cu nevestele acestora și a întemeiat o nouă cetate în Cipru, Salamina. 
Neoptolemus a avut o întoarcere fericită. El a urmat sfatul lui Helenus, care l-a însoțit, de a călători pe uscat, prin Tracia. Apoi, Neoptolemus s-a întâlnit cu Ulise și l-au îngropat pe Phoenix, învățătorul lui Ahile, pe pământul ciconienilor. A cucerit "țara moloșilor" (Epirul) și a avut un copil cu Andromaca, Molossus, căruia i-a dat mai târziu tronul. De aceea regii Epirului vor spune că ei sunt descendenți ai lui Ahile, la fel cum o va face și Alexandru cel Mare, a cărui mamă, Olimpia, aparținea aceleiași case regale. Regii Macedoniei și Alexandru cel Mare susțineau de asemenea că sunt descendenții lui Heracles. Helenus a înființat un oraș în Molossia, iar apoi l-a populat, iar Neoptolemus i-a dat-o pe mama sa, Deidamia, ca soție. După ce Peleus a murit, Neoptolemus a moștenit și tronul Phtiei de asemenea. El s-a învrăjbit însă cu Orestes, fiul lui Agamemnon, în privința fiicei lui Menelaus, Hermiona și a fost ucis în Delphi unde a și fost îngropat. În miturile romane regatul Phtia a fost preluat de Helenus care s-a căsătorit cu Andromaca după moartea lui Neoptolemus. Ei au oferit ospitalitate tuturor refugiaților troieni, inclusiv lui Enea și însoțitorilor lui.    
Diomede a fost la început aruncat de o furtună pe țărmul Liciei, unde a fost pregătit să fie sacrificat zeului Ares de către regele Licos. Însă fiicei regelui, Calirhoe, i s-a făcut milă de el și l-a ajutat să scape. În cele din urmă Diomede a ajuns în Argos, cetatea sa natală. Însă Afrodita, vrând să se răzbune pentru rana pe care Diomede i-o pricinuise, a făcut-o pe soția acestuia, Egiale, să comită adulter. Diomede reușește cu greutate să scape de capcanele întinse de Egiale. El se refugiază în altarul zeiței Hera, apoi fuge în Italia, la curtea regelui Daunus. Cetățile Canusium și Argiripa din sudul Italiei au fost întemeiate de Diomede conform legendei. 
Philoctetes, după o revoltă a fost alungat din orașul său și a fugit în Italia, unde a fondat orașele Petilia, Crimissa, Macalla și Chone, în regiunea Crotonei. Tot acolo a construit un altar în cinstea lui Apollo, căruia i-a închinat arcul primit de la Heracles. 
Pentru Homer, Idomeneus a ajuns acasă cu bine. O altă tradiție s-a format însă mai târziu. După război, corabia lui Idomeneus a fost lovită de o furtună înspăimântătoare. Idomeneus i-a promis lui Poseidon că va sacrifica prima ființă umană pe care o va întâlni când va ajunge în Creta dacă Poseidon îi va salva pe el și pe oamenii lui. Dar când a ajuns acasă în Creta, prima persoană a fost chiar fiul lui, dar Idomeneus a respectat jurământul. Zeii au fost furioși pentru acest act de cruzime și au trimis o epidemie de ciumă în Creta. Cretanii l-au trimis pe Idomeneus în exil în Calabria (Italia), iar mai târziu în Colophon (Asia Mică), unde a și murit. Dintre aheii mai puțin cunoscuți, foarte puțini au ajuns acasă.    

### Fiii lui Atreus

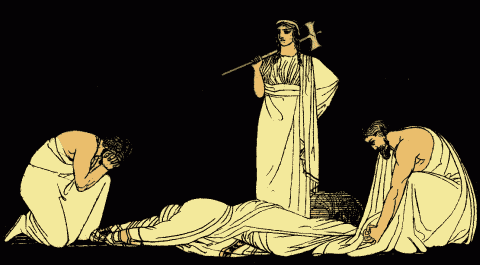
Asasinarea lui Agamemnon, o ilustrație din 1879 din "Povești ale tragicilor greci" de Alfred Church.

Conform epopeii Odiseea, flota lui Menelaus a fost dusă de furtuni în Creta și Egipt, de unde nu au mai putut să navigheze deoarece vântul era prea calm. Doar cinci corăbii au supraviețuit din toată flota. Menelaus a trebuit să-l prindă pe Proteus, zeul acvatic cu coadă de pește, ca să afle ce trebuie să sacrifice zeilor ca să aibă o întoarcere în siguranță. Conform unor legende, Elena pe care a luat-o Paris, nu a fost adevărata Elenă, fiica lui Zeus și a Ledei, ci o copie a ei. Adevărata Elenă se afla până atunci în Egipt și s-a reîntâlnit cu Menelaus în acel moment. Proteus de asemenea i-a spus lui Menelaus că îi este destinat să trăiască după moarte în Câmpiile Elizee. Menelaus se întoarce în Sparta cu Elena, după 8 ani de la părăsirea Troiei. 
Agamemnon s-a întors în Argos cu Casandra. Soția lui, Clitemnestra (sora Elenei), îl înșela cu Egist, fiul lui Thyestes, vărul lui Agamemnon care a cucerit cetatea Argos înainte ca fiul lui Atreus să o reia și să se căsătorească. Poate pentru a se răzbuna pentru moartea Ifigenei, Clitemnestra a complotat cu amantul ei să îl ucidă pe Agamemnon. Casandra a prevăzut nenorocirea și l-a avertizat pe Agamemnon, dar el nu a crezut-o. El a fost ucis ori la un banchet, ori în baie, după diferite versiuni. Casandra a fost de asemenea ucisă. Mai târziu, fiul lui Agamemnon, Orestes a conspirat cu sora lui Electra să își răzbune tatăl. El i-a ucis pe Egist și Clitemnestra și a preluat tronul.

## Odiseea
Drumul de 10 ani al lui Ulise către casă a fost descris de Homer în epopeea Odiseea. Ulise și oamenii lui au fost împinși către pământuri necunoscute de ei. Acolo Ulise a avut multe aventuri, una din ele fiind întâlnirea cu ciclopul Polifem pe care l-a orbit pentru a-și salva oamenii, sau consultarea profetului Tiresias în Hades. Pe insula Trinacria, oamenii lui Ulise au mâncat vițelul sfânt al zeului Helios, zeul soarelui. Pentru acest sacrilegiu, corăbiile lui Ulise au fost distruse și toți oamenii lui au murit. Ulise nu s-a atins de vițelul sacru și a supraviețuit; a ajuns apoi pe insula Ogigia, unde a trăit o perioadă cu nimfa Calipso. După șapte ani, zeii au decis să-l trimită pe Ulise acasă. Pe o plută mică, el a plutit până în Scheria, insula feacienilor, popor imaginar din mitologia greacă. Ei l-au ajutat să ajungă în Itaca. 
Ajuns în Itaca, Ulise s-a îmbrăcat în haine de cerșetor bătrân de către zeița Atena. Este recunsocut de câinele lui credincios, Argos, care bucurându-se atât de tare la vederea stăpânului său moare în brațele sale. Ulise află că soția sa, Penelopa i-a fost credincioasă în toți acești ani deși avea o mulțime de pețitori care s-au instalat în palatul lui și au risipit o mare parte din avere. Cu ajutorul fiului său Telemah, al zeiței Atena și al porcarului Eumeu, Ulise îi ucide pe toți pețitorii în afară de Medon, care a fost politicos cu Penelopa, și de Phemius, un cântăreț din regiune care a fost forțat să-i ajute pe ceilalți împotriva Penelopei. În ziua următoare, rudele pețitorilor au încercat să se răzbune dar au fost opriți de Atena. 
Peste ani, Telegonos, fiul lui Ulise și al Circei, a aflat de la mama sa cine îi este tatăl și a sosit în Itaca cu gândul de a revendica bunurile ce i se cuveneau în calitate de fiu al regelui. El a început să răpească o parte din vitele de pe insulă. Ulise și Telemah au apărat orașul, dar Telegonus și-a ucis din greșeală tatăl cu o lance care avea vârful muiat în otravă mortală obținută din calcan. Lui Telegonus i-a părut rău de această crimă, mai ales când a aflat că cel pe care l-a ucis era tatăl său. El a dus trupul neînsuflețit în Aeaea și i-a luat și pe Penelopa, acum văduvă, și Telemah. Circe i-a făcut pe toți nemuritori și s-a căsătorit cu Telemah, iar Penelopa l-a luat de soț pe Telegonos. Aici se încheie ciclul de legende despre războiul troian din mitologia greacă. Conform unei tradiții romane, Ulise nu a murit așa: când era bătrân a luat o corabie și trecând de Coloanele lui Heracles a descoperit estuarul fluviului Tago și a întemeiat orașul Lisabona.

## Eneida

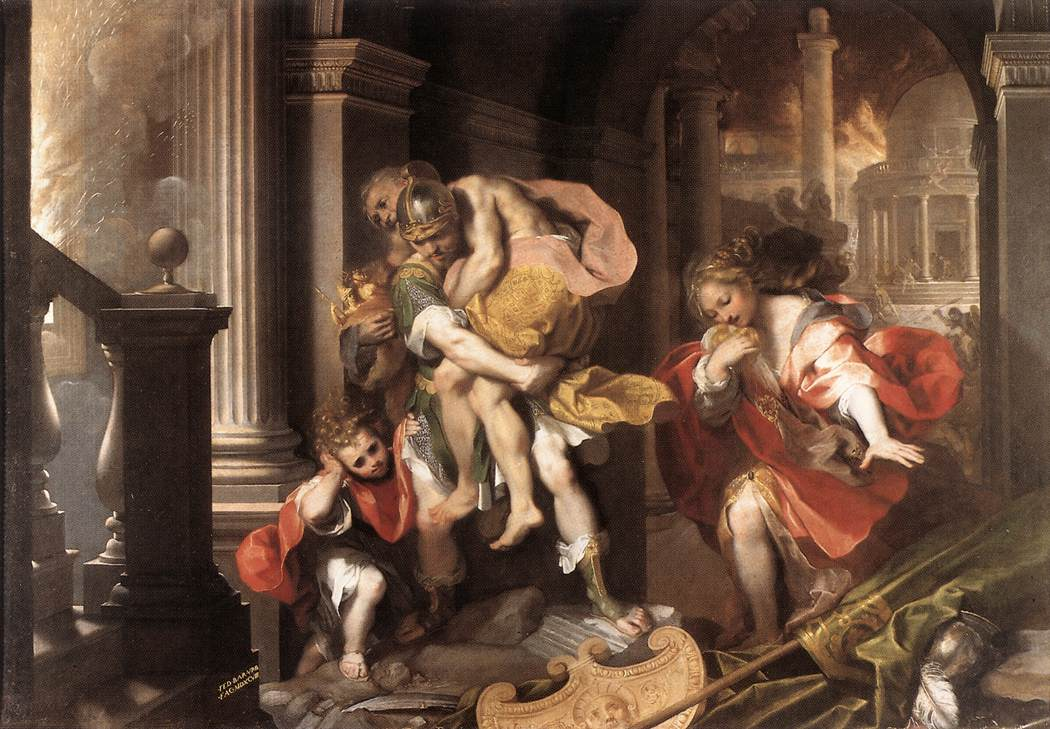
Enea părăsește Troia cupinsă de flăcări, Federico Barocci, 1598 Galeria Borghese, Roma

Enea (Aeneas) a condus un grup de supraviețuitori din cetate, grup din care făceau parte fiul său, Ascanius), trâmbițașul său, (Misenus), tatăl său, (Anchises), tămăduitorul Iapix și Mimas, care le-a servit drept ghid. Soția lui, Creusa a fost ucisă în timpul atacului de noapte al aheilor asupra Troiei. Aeneas și ai săi au plecat din Troia cu un număr de corăbii, căutând un loc în care să-și întemeieze o nouă patrie. Au poposit în mai multe țări din apropiere, dar acestea s-au dovedit a fi inospitaliere, iar în cele din urmă au aflat de la o sibilă că trebuie să meargă pe pământul strămoșilor lor. Prima dată au încercat în Creta, unde Dardanus se stabilise odată, dar au găsit insula devastată de ciumă, fiind aceeași epidemie care l-a alungat pe Idomeneus. Au descoperit colonia condusă de Helenus și Andromaca, dar au refuzat să rămână acolo. După 7 ani au ajuns în Cartagina, unde Eneas a avut o relație intimă cu regina Didona. După ce a stat o perioadă în orașul fenician, Enea a trebuit să își continue drumul, pentru că așa îi porunciseră zeii, fapt care o împinge pe Didona să se sinucidă. Troienii ajung la gura de vărsare a Tibrului, în Italia. Acolo o sibilă l-a luat pe Enea în lumea subterană și i-a prezis măreția Romei, care va fi fondată de oamenii lui. Enea a negociat cu regele autohton, Lavinius, în privința colonizării și s-a căsătorit cu fiica acestuia, Lavinia. Acest incident a dus la un război cu celelalte triburi locale, război care a culminat cu întemeierea cetății Alba Longa, condusă de Enea și fiul Laviniei, Silvius. 300 de ani mai târziu, conform mitologiei romane, descendenții acestora, Romulus și Remus au întemeiat Roma. Detaliile privind călătoria lui Enea, relația cu Didona și stabilirea în Italia sunt subiectul epopeii romane Eneida, de Vergilius. Tradiția întemeierii Cartaginei în 814 î.Hr. nu coincide cu data aproximativă a războiului troian, deci, dacă Enea s-a aventurat într-adevăr în vest el nu avea să întâlnească decât niște țărani băștinași.

## Data războiului troian
Deoarece războiul troian a fost considerat de anticii greci drept ultimul eveniment din era mitică și, în același timp, primul din era istorică, câteva date sunt oferite în legătură cu acest conflict militar. Ele de obicei derivă din genealogiile regilor. Ephorus datează războiul în 1135 î.Hr., Eratostene în 1184 î.Hr./1183 î.Hr., Platon în 1193 î.Hr., "Marmura pariană" (cea mai veche tablă cronologică descoperită în Grecia) în 1209 î.Hr. sau 1208 î.Hr., Dicaearchus în 1212 î.Hr., Herodot în jurul anului 1250 î.Hr., iar Douris în 1334 î.Hr.. Orașul glorios și bogat, descris de Homer a fost considerat Troia VI de mulți autori ai secolului al XX-lea. Troia VI a fost distrusă în 1275 î.Hr., probabil de un cutremur. După ea, Troia VII a fost distrusă de un incendiu în jurul anilor 1180 î.Hr. Troia VII a fost mult timp văzută ca un oraș mai sărăcăcios decât Troia VI, dar după excavația din anul 1988 a fost considerată drept cea mai asemănătoare cu legendara cetate Troia.

### Prototip istoric
Surse Hitite îl menționează pe URUAkagamunaš, conducător al URUAhhiyawa (țara Aheenilor) în secolul al XIV-lea î.Hr.. Este posibil ca aceste relatări să fie la baza prototipului lui Agamemnon în mitologie.

## Autenticitatea istorică a Războiului Troian
Mai vezi: Autenticitatea istorică a Iliadei

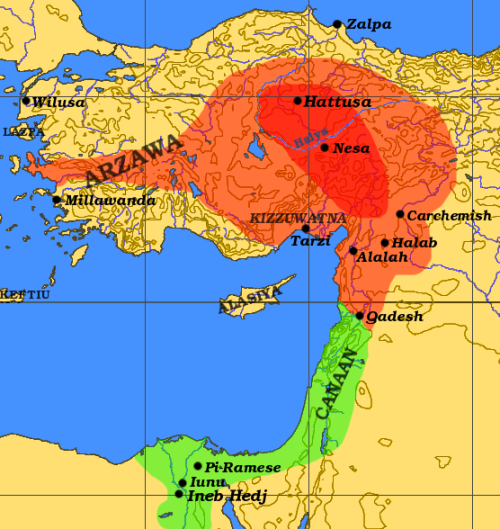
Imperiul Hitit din Asia Minor, cca. 1300 î.Hr. (roșu deschis)

Istoricitatea războiului troian este încă subiect de dezbatere. Poveștile lui Homer sunt considerate de mulți a fi o contopire a mai multor confruntări ale grecilor cu Troia. În cadrul acestei sinteze, Homer adaugă multe personaje de origine divină și multe metafore. Grecii antici credeau că războiul troian chiar a fost un eveniment istoric, deși mulți considerau că poemele homerice au exagerat acest eveniment pentru a satisface cerințele poetice. De exemplu, istoricul Tucidide, cunoscut pentru spiritul său critic, consideră războiul troian adevărat, dar se îndoiește că 1186 de corăbii au fost trimise către Troia.
În jurul anului 1870, se credea în general în Europa de Vest că războiul troian este o pură fantezie, iar Troia nu a existat niciodată. Dar Heinrich Schliemann a arătat că legenda are și un sâmbure de adevăr, descoperind ruinele Troiei și ale cetăților miceniene din Grecia. Mulți savanți vor fi de atunci de acord că războiul troian se bazează pe miezul istoric al unei expediții grecești contra Troiei, dar puțini cred că epopeile homerice prezintă evenimentele așa cum au fost. 
În secolul al XX-lea, oamenii de știință au încercat să afle informații despre posibila existență a Troiei, folosindu-se de texte egiptene și hitite, din perioada estimată a războiului troian. Arhivele hitite cum ar fi scrisoarea Tawagalawa menționează existența un regat numit Ahhiyawa care se întindea dincolo de mare (trebuie să fie vorba de Marea Egee) și care controla cetatea Milliwanda, identificată de istorici cu Milet. De asemenea se vorbește în una din aceste scrisori despre confederația Assuwa, formată din 22 de orașe și state, printre care se numără și orașul Wilusa. Scrisoarea Milawata specifică că acest oraș, Wilusa, se află în nordul confederației Assuwa, dincolo de râul Seha, adică aproximativ în locul unde se spune că s-a aflat odată Troia. Mai mult, într-un document hitit din jurul anului 1280 î.Hr. se spune că regele cetății Wilusa se numea Alakasandu, în timp ce miturile grecești menționează că înainte de a fi recunoscut de părinții săi, Paris, fiul lui Priam, purta numele Alexandru. De asemenea, scrisoarea Tawagalawa (cca. 1250 î.Hr.) adresată regelui din regatul Ahhiyawa chiar vorbește despre un război ce urmează să aibă loc contra cetății Wilusa. Destinatarul este regele Ataresiya (probabil Atreus), ceea ce a făcut pe unii savanți cum ar fi Karykas să concluzioneze că evenimentele nu sunt legate de războiul troian din Iliada, ci de un conflict mai timpuriu, reflectat în mitul prădării Troiei de către Heracles. Războiul troian a fost ecranizat într-un film în regia lui Wolfgang Petersen.